# シグマ (カメラ)
株式会社シグマ (英: SIGMA Corporation) は、日本の光学機器製造企業。神奈川県川崎市麻生区に本社を置く。旧社名はシグマ研究所。一眼レフカメラ用交換レンズが主力で、カメラ用レンズメーカーとして認識されているが、カメラ本体も製造している。他メーカーが製品を海外生産に移行するなか、ほとんどの製品を福島県の会津工場で生産している。

## 概要
デジタルカメラ用大口径標準ズームや超音波モーター搭載の標準レンズを開発している。多様なレンズを生産するとともに、他のレンズメーカーに先駆けて超音波モーター（同社HSM ；Hyper Sonic Motor) や手ぶれ補正機構（同社OS ：Optical Stabilizer)などの技術を導入した。
またフォーサーズ・システムに早期に賛同し、近年では、ミラーレスカメラ専用設計のレンズも製造している。
超望遠域のレンズを比較的安価に提供しており、レンズメーカーで500mmと800mmの超望遠単焦点レンズを製造しているのは同社だけである。
2008年11月には、自社のデジタルカメラで採用していたFoveon X3を開発するFoveon社を買収し完全子会社化。キヤノン、ソニーに続き、本体、レンズ、撮像素子を自社製とするメーカーとなった。
2012年9月、シグマグローバル・ビジョンを発表。自社レンズをコンテンポラリー(C)、アート(A)、スポーツ(S)の3つのカテゴリーに整理。プロダクトデザインを統一した。
2018年9月、シネマレンズの販売を開始。
2018年9月、ライカ、パナソニックとの協業である「Lマウントアライアンス」への参画を発表。同時に、既存のSAマウントにおけるカメラ本体の開発終了を告知した。

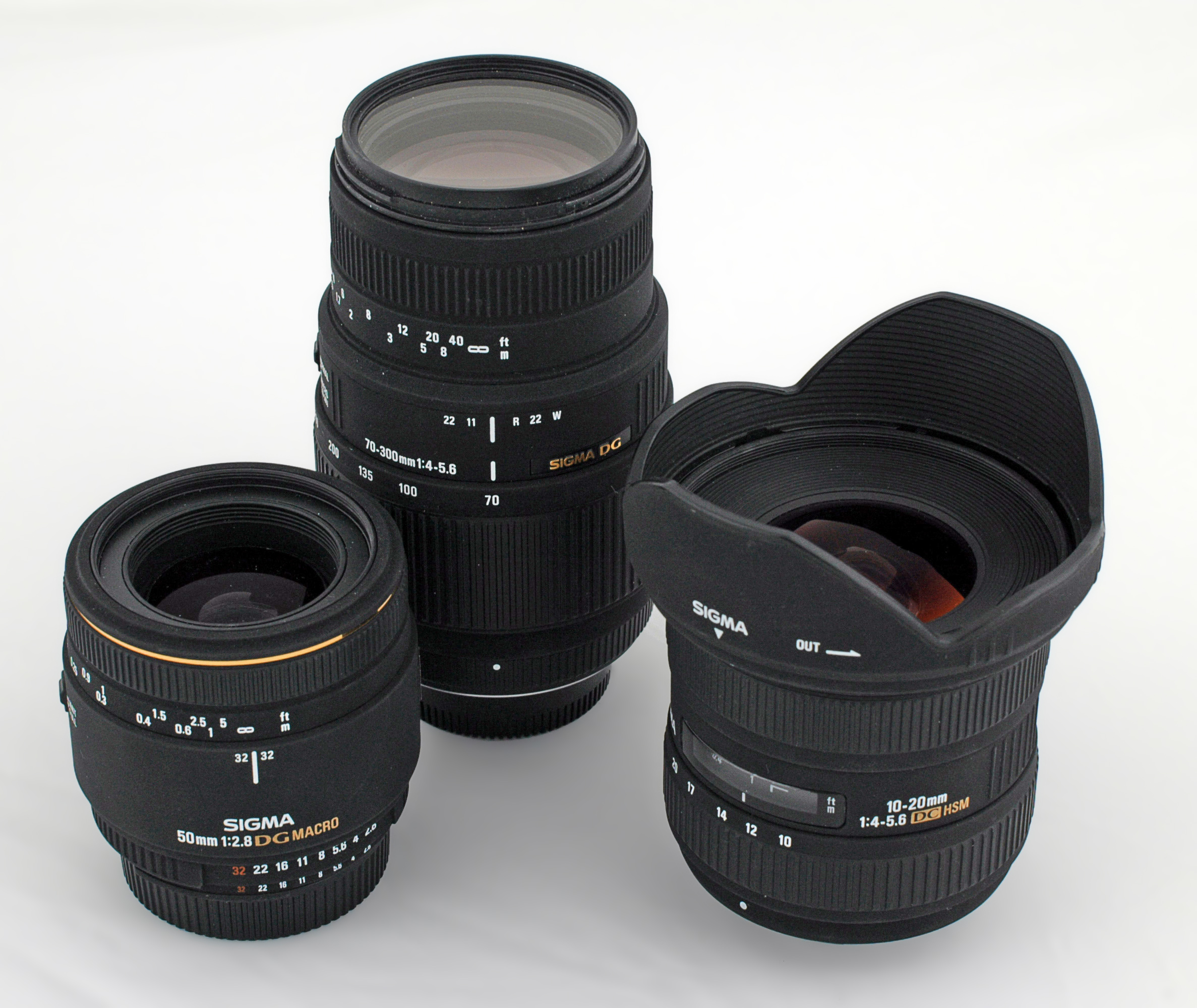
シグマのカメラレンズ製品群

## 沿革

2025年2月までのロゴ

1961年（昭和36年）9月9日 - 山木道広が自ら開発した35mm一眼レフカメラ用テレコンバーターを製造販売する目的で有限会社シグマ研究所を東京都世田谷区に設立。
1965年（昭和40年）11月 - 本社社屋を東京都狛江市岩戸南に移転。
1968年（昭和43年）3月 - 株式会社に改組。
1970年（昭和45年）11月 - 株式会社シグマに商号変更。
1973年（昭和48年）11月 - 福島県耶麻郡磐梯町に会津工場を完成。（第一期）
1976年（昭和51年） - SIGMA初の35mm一眼レフカメラ「Mark-Ⅰ」発売。
1979年（昭和54年）11月 - シグマ初の海外進出としてシグマドイツを設立。
1983年（昭和58年）2月 - 福島県耶麻郡磐梯町に会津工場を完成。（第二期）
1983年（昭和58年）3月 - 東京都狛江の本社新社屋が竣工。
1983年（昭和58年）4月 - シグマ香港設立。
1984年（昭和59年）3月 - シグマアメリカ設立。
1990年（平成2年）1月 - シグマベネルクス設立。
1991年（平成3年）12月 - シグマシンガポール設立。（現在は撤退）
1993年（平成5年）2月 - 福島県耶麻郡磐梯町（会津）新工場完成。
1993年（平成5年）6月 - シグマフランス設立。
2000年（平成12年）11月 - シグマU.K設立。
2005年（平成17年）9月 - 東京都狛江市より現社屋の神奈川県川崎市麻生区に移転。
2006年（平成18年）10月 - 会津工場ISO9001（品質マネジメントシステム）認証取得。
2008年（平成20年）11月 - 撮像素子を開発するFoveonを買収、完全子会社化。
2009年（平成21年）8月 - 本社 ISO14001（環境マネジメントシステム）認証取得。
2012年（平成24年）9月 - シグマグローバル・ビジョンを発表。レンズのブランドを3つのカテゴリーに整理。
2013年（平成25年）2月 - シグマチャイナ設立。
2016年（平成28年）9月 - SIGMA CINE LENSを発表。シネマレンズに参入。
2018年（平成30年）2月 - 会津工場においてマグネシウム専用加工棟の稼働開始。
2018年（平成30年）9月 - Lマウントアライアンスへの参画、およびSAマウントカメラ開発の終了を発表。
2019年（令和元年）10月25日 - 世界最小・最軽量のフルサイズ・ミラーレス一眼カメラ「SIGMA fp」を発売。
2021年（令和3年）1月 - シグマノルディック設立。
2022年（令和4年）5月 - 神奈川県川崎市に本社新社屋完成。本社を移転。
2025年（令和7年）2月 - VI（ビジュアルアイデンティティ）刷新。ロゴやワードマーク、フォントを刷新した。

## オートフォーカスレンズ製品一覧

### DGシリーズ

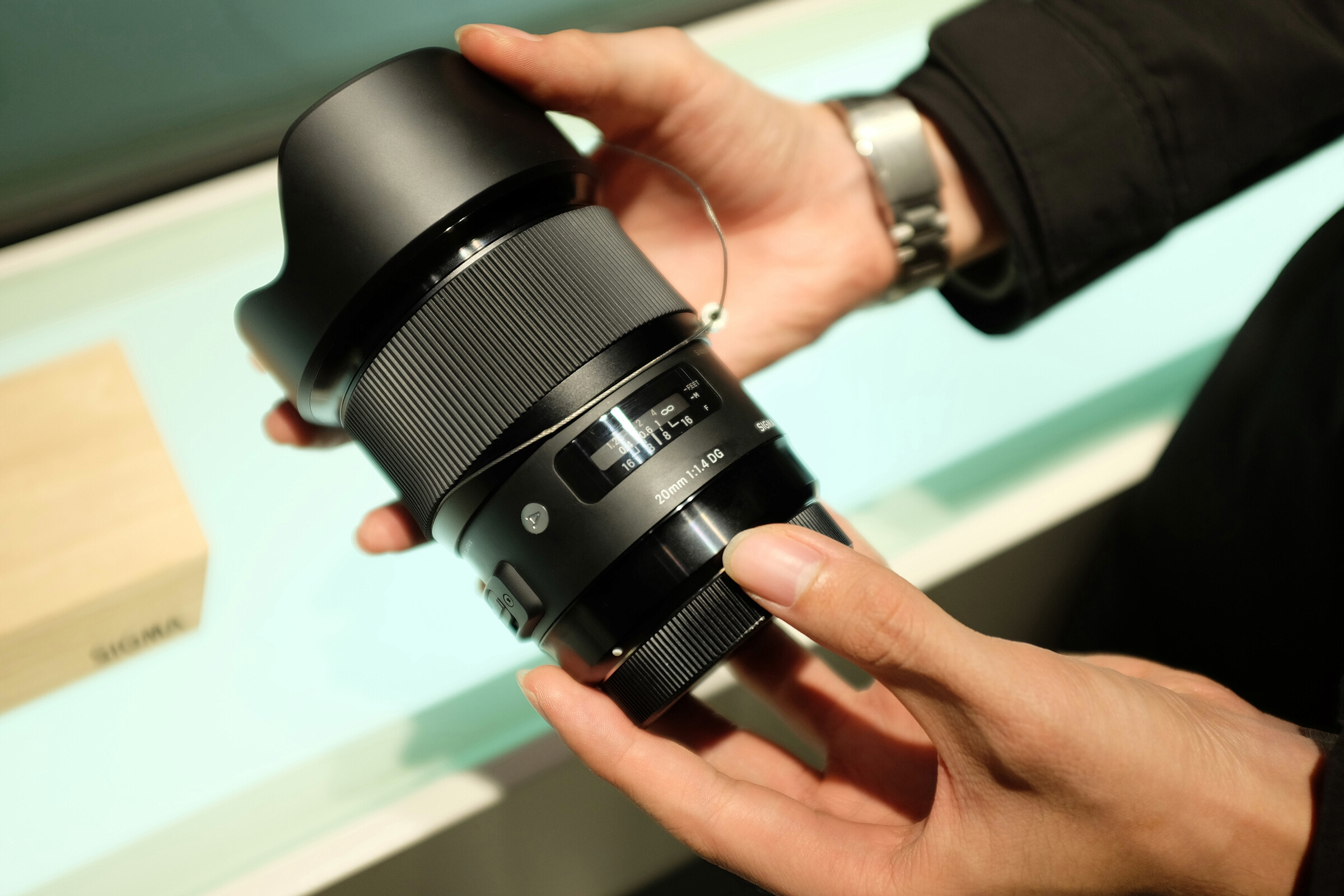
Sigma 20mm F1,4 DG DN Art

デジタル一眼レフ（シグマSAマウント / ニコンFマウント / キヤノンEFマウント）に対応したレンズ。35mmフルサイズに対応。大口径単焦点レンズについては、ミラーレスカメラのソニー EマウントとLマウントにも対応。2012年以降発売されているレンズは、Art、Contemporary、Sportsの３つのカテゴリーに分けられている。

#### Art ライン
- 14mm F1.8 DG HSM Art - 14mmという超広角レンズにおいて、開放値F2を切るF1.8の明るさを実現
- 20mm F1.4 DG HSM Art - 世界初20mmという超広角レンズにおいて、開放値F1.4の明るさを実現（2015年において）
- 24mm F1.4 DG HSM Art
- 28mm F1.4 DG HSM Art
- 35mm F1.4 DG HSM Art - シグマグローバル・ビジョン初のアートラインのレンズ、上記マウントの他、ソニーAマウントやペンタックスKマウントにも対応
- 40mm F1.4 DG HSM Art
- 50mm F1.4 DG HSM Art - ソニーAマウントにも対応
- 70mm F2.8 DG MACRO Art - マクロレンズ、ニコンFマウントカメラではカメラの電源を切った際、レンズ群を収納できないため非対応
- 85mm F1.4 DG HSM Art
- 105mm F1.4 DG HSM Art - 通称ボケマスター[2]
- 135mm F1.8 DG HSM Art
- 12-24mm F4 DG HSM Art - 12mmという超広角域までカバーするレンズ、歪曲収差が少ない
- 14-24mm F2.8 DG HSM Art - 14mmから始まる大口径レンズ、防塵防滴機能があり歪曲収差が少ない
- 24-35mm F2 DG HSM Art - 世界初35mmフルサイズ対応の開放値F2のズームレンズ（2015年において）
- 24-70mm F2.8 DG OS HSM Art
- 24-105mm F4 DG OS HSM Art - 上記マウントの他、ソニーAマウントにも対応、ソニーAマウント用はOS機構非搭載

#### Contemporary ライン
- 100-400mm F5-6.3 DG OS HSM Contemporary - 通称ライト・バズーカー[3]、フィルター径67mm、重さ1160gで軽量コンパクトを実現
- 150-600mm F5-6.3 DG OS HSM Contemporary

#### Sports ライン
- 60-600mm F4.5-6.3 DG OS HSM Sports - 600mmという超望遠域をカバーする10倍ズームレンズ

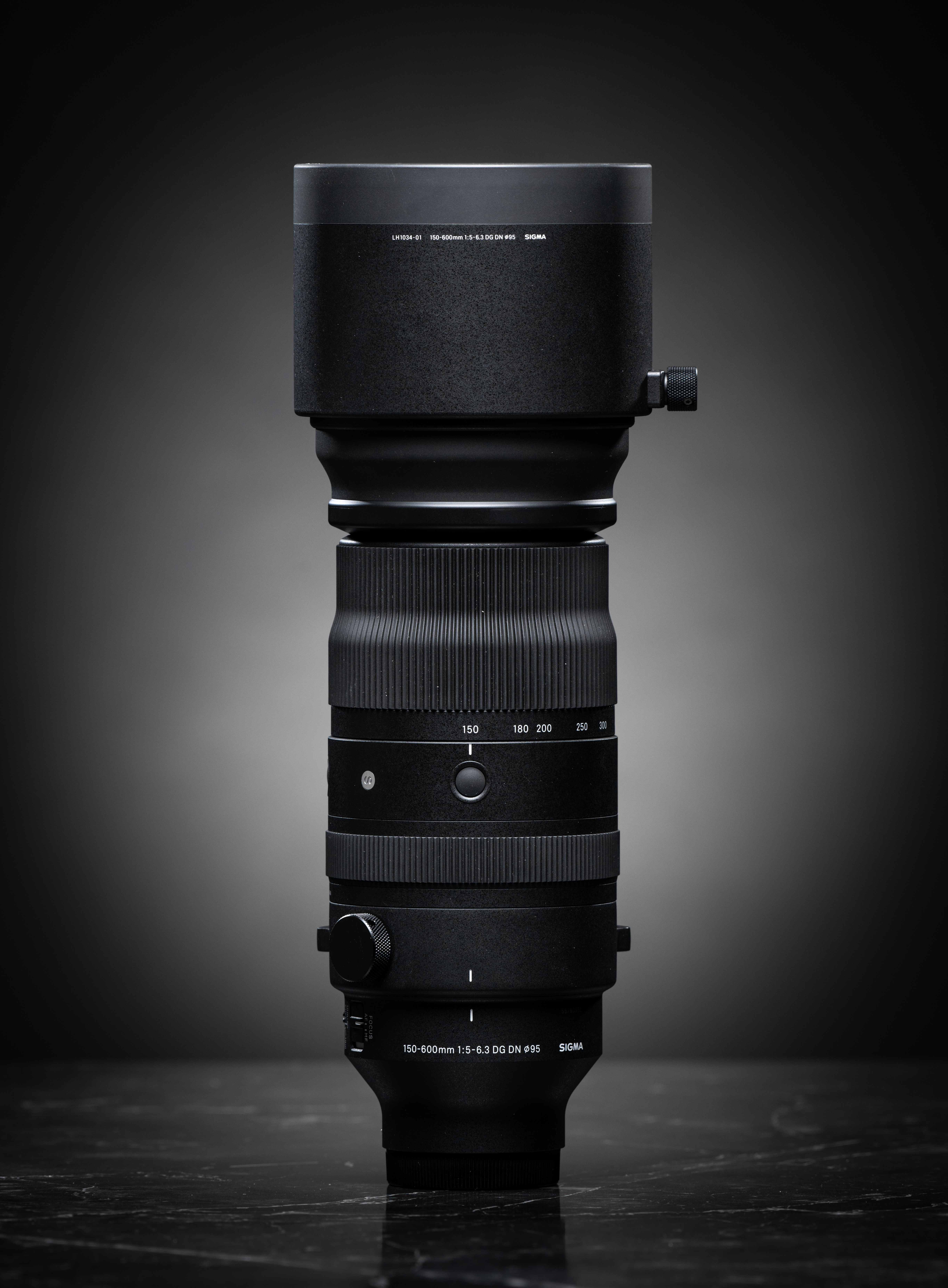
Sigma 150-600mm F5-6.3 DG DN OS Sports

- 70-200mm F2.8 DG OS HSM Sports
- 120-300mm F2.8 DG OS HSM Sports - シグマグローバル・ビジョン初のスポーツラインのレンズ
- 150-600mm F5-6.3 DG OS HSM Sports - 上記のレンズと比べ重たいが、優れた光学性能と防塵防滴性能を実現
- 500mm F4 DG OS HSM Sports - 超望遠単焦点レンズ

#### その他

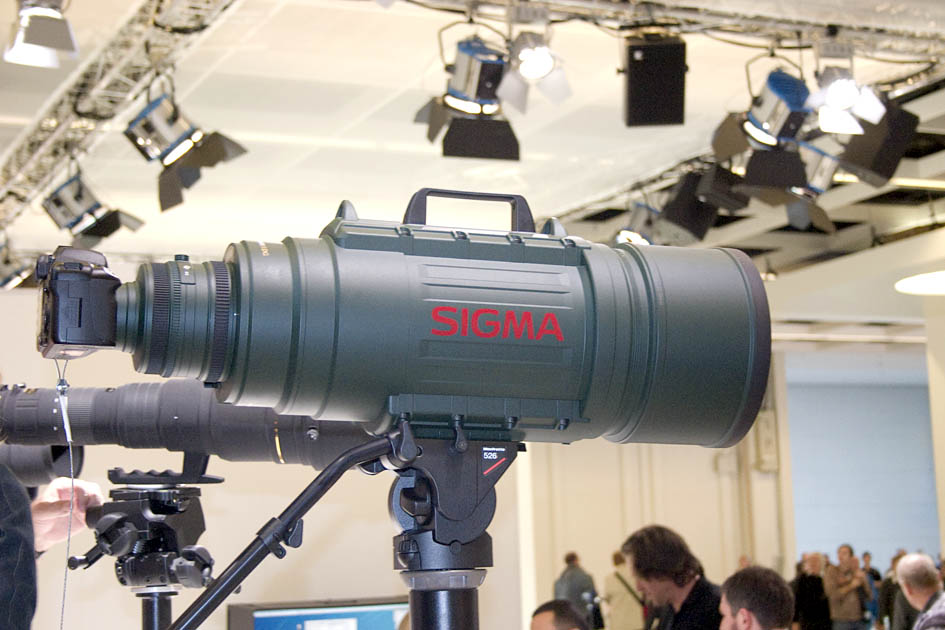
200-500mmF2.8EX DG

- MACRO 105mm F2.8 EX DG OS HSM
- APO 200-500mm F2.8/400-1000mm F5.6 EX DG - 専用テレコンバーター2.0x付属、最大径23.6cm、重量15kgの超大型望遠ズーム、ズームとAFは専用バッテリーで動作

#### 販売終了
- 8mm F3.5 EX DG CIRCULAR FISHEYE - 円周魚眼レンズ
- 15mm F2.8 EX DG DIAGONAL FISHEYE - 対角線魚眼レンズ
- 20mm F1.8 EX DG アスフェリカルRF
- 24mm F1.8 EX DG アスフェリカル MACRO
- 28mm F1.8 EX DG アスフェリカル MACRO
- 50mm F1.4 EX DG HSM
- 85mm F1.4 EX DG HSM
- MACRO 50mm F2.8 EX DG
- MACRO 70mm F2.8 EX DG - マクロレンズ、通称カミソリマクロ
- MACRO 105mm F2.8 EX DG - マクロレンズ
- APO MACRO 150mm F2.8 EX DG HSM
- APO MACRO 180mm F3.5 EX DG HSM
- APO 300mm F2.8 EX DG HSM
- APO 500mm F4.5 EX DG HSM
- APO 800mm F5.6 EX DG HSM
- 12-24mm F4.5-5.6 EX DGアスフェリカルHSM
- 12-24mm F4.5-5.6 II DG HSM
- 24-60mm F2.8 EX DG
- 24-70mm F2.8 EX DG MACRO
- 28-70mm F2.8-4 DG
- 28-70mm F2.8 EX DG
- APO 50-500mm F4.5-6.3 DG OS HSM
- APO 50-500mm F4-6.3 EX DG HSM
- APO 70-200mm F2.8 EX DG MACRO HSM
- APO 70-200mm F2.8 EX DG OS HSM
- 70-300mm F4-5.6 DG MACRO
- APO 70-300mm F4-5.6 DG MACRO
- 70-300mm F4-5.6 DG OS
- APO 100-300mm F4 EX DG HSM
- APO 120-300mm F2.8 EX DG HSM - スペックに300mmF2.8を含む世界初のズームレンズ
- APO 120-400mm F4.5-5.6 DG OS HSM
- APO 150-500mm F5-6.3 DG OS HSM
- APO 300-800mm F5.6 EX DG HSM

### DG DNシリーズ

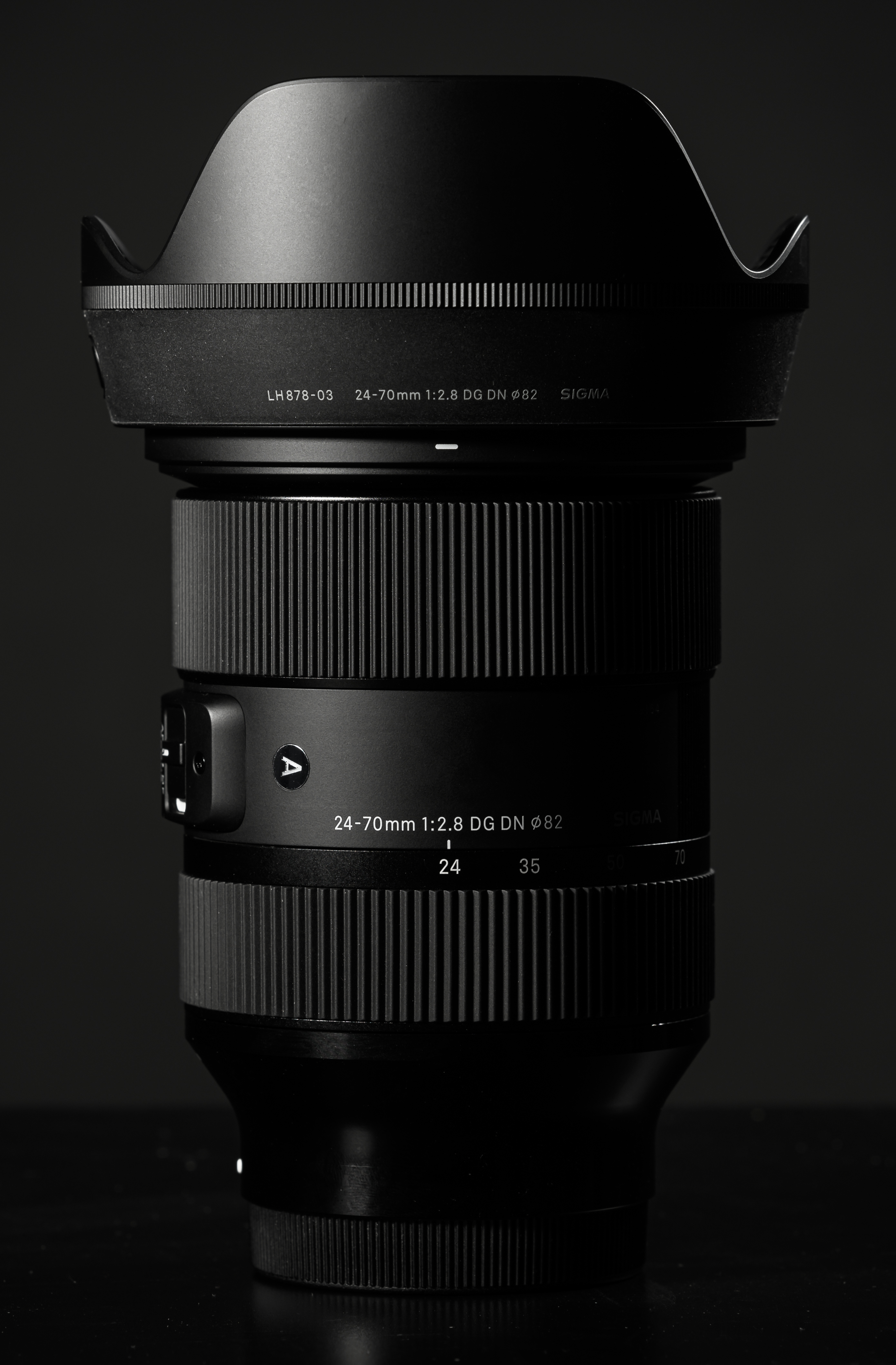
Sigma 24-70mm F2.8 DG DN Art

ミラーレスカメラ（ソニー Eマウント/Lマウント）に対応したレンズ。35mmフルサイズに対応。

#### Art ライン
- 14mm F1.4 DG DN Art - 超広角14mmと開放F1.4の両立した単焦点レンズ
- 15mm F1.4 DG DN DIAGONAL FISHEYE - 超広角15mmの魚眼レンズと開放F1.4の両立した単焦点レンズ
- 20mm F1.4 DG DN Art
- 24mm F1.4 DG DN Art
- 35mm F1.2 DG DN Art - 開放値F1.2に対応した大口径単焦点レンズ
- 35mm F1.4 DG DN Art
- 50mm F1.2 DG DN Art
- 50mm F1.4 DG DN Art
- 85mm F1.4 DG DN Art - コンパクトに設計された大口径単焦点レンズ
- 105mm F2.8 DG DN MACRO Art
- 14-24mm F2.8 DG DN Art - ミラーレスカメラ専用設計にすることで14-24mm F2.8 DG HSM Artと比べ、大幅に小型化
- 24-70mm F2.8 DG DN Art
- 24-70mm F2.8 DG DN II
- 28-45mm F1.8 DG DN - 世界初のフルサイズ対応のF1.8の標準ズームレンズ

#### Contemporary ライン
Contempraryラインのうち「コンパクト」「優れた光学性能」「優れたビルドクオリティ」の3つの特徴を持つ“Iシリーズ”が存在する。“Iシリーズ”のみシルバーバージョンが発売されている。
- 17mm F4 DG DN Contemporary - Iシリーズレンズ、マグネットレンズキャップ L62-01Mに対応
- 20mm F2 DG DN Contemporary - Iシリーズレンズ、マグネットレンズキャップ L62-01Mに対応
- 24mm F2 DG DN Contemporary - Iシリーズレンズ、マグネットレンズキャップ LCF55-01Mに対応
- 24mm F3.5 DG DN Contemporary - Iシリーズレンズ、マグネットレンズキャップ LCF55-01Mに対応
- 35mm F2.0 DG DN Contemporary - Iシリーズレンズ、マグネットレンズキャップ LCF55-01Mに対応
- 45mm F2.8 DG DN Contemporary - 最初に発売されたIシリーズレンズ
- 50mm F2 DG DN Contemporary - Iシリーズレンズ、マグネットレンズキャップ L58-01Mに対応
- 65mm F2.8 DG DN Contemporary - Iシリーズレンズ、マグネットレンズキャップ LCF55-01Mに対応
- 90mm F2.8 DG DN Contemporary - Iシリーズレンズ、マグネットレンズキャップ LCF55-01Mに対応
- 16-28mm F2.8 DG DN Contemporary
- 28-70mm F2.8 DG DN Contemporary - 24-70mm F2.8 DG DN Artと比べ、大幅に小型化
- 100-400mm F5-6.3 DG DN OS Contemporary - ミラーレス用に再設計された超望遠ズームレンズ、富士フイルムXマウント対応

#### Sports ライン
- 70-200mm F2.8 DG DN OS Sports

- 150-600mm F5-6.3 DG DN Sports
- 60-600mm F4.5-6.3 DG DN Sports - 新開発のリニアモーター「HLA（High-response Linear Actuator）」と手ブレ補正機能「OS2」を搭載
- 300-600mm F4 DG OS SPORTS
- 500mm F5.6 DG DN OS - 軽量でコンパクトな超望遠単焦点レンズ

### DCシリーズ
デジタル一眼レフ（シグマSAマウント / ニコンFマウント / キヤノンEFマウント）に対応したレンズ。APS-Cサイズ相当の固体撮像素子に合わせて設計されており、より小型・軽量化が図られている。

#### Art ライン
- 30mm F1.4 DC HSM Art - 上記マウントの他、ソニーAマウントやペンタックスKマウントにも対応、ソニー用・ペンタックス用はOS機構非搭載
- 18-35mm F1.8 DC HSM Art - 世界初、F1.8通しズーム
- 50-100mm F1.8 DC HSM Art

#### Contemporary ライン
- 17-70mm F2.8-4 DC MACRO OS HSM Contemporary - 上記マウントの他、ソニーAマウントやペンタックスKマウントにも対応、ソニー用・ペンタックス用はOS機構非搭載
- 18-200mm F3.5-6.3 DC MACRO OS HSM Contemporary - 上記マウントの他、ソニーAマウントやペンタックスKマウントにも対応、ソニー用・ペンタックス用はOS機構非搭載
- 18-300mm F3.5-6.3 DC MACRO OS HSM Contemporary - 上記マウントの他、ソニーAマウントやペンタックスKマウントにも対応、ソニー用・ペンタックス用はOS機構非搭載

#### 販売終了
- 4.5mm F2.8 EX DC CIRCULAR FISHEYE HSM - 円周魚眼レンズ
- 10mm F2.8 EX DC FISHEYE HSM - 対角魚眼レンズ
- 10-20mm F3.5 EX DC HSM
- 30mm F1.4 EX DC HSM
- 8-16mm F4.5-5.6 DC HSM - 焦点距離8mmをカバーする世界初のデジタル専用超広角ズーム
- 10-20mm F4-5.6 EX DC HSM
- 17-50mm F2.8 EX DC OS HSM
- 17-70mm F2.8-4.5 DC
- 17-70mm F2.8-4 DC HSM
- 18-50mm F2.8 EX DC
- 18-50mm F3.5-5.6 DC
- 18-125mm F3.5-5.6 DC OS HSM
- 18-200mm F3.5-6.3 DC
- 18-200mm F3.5-6.3 DC OS HSM
- 18-250mm F3.5-6.3 DC MACRO OS HSM
- APO 50-150mm F2.8 EX DC HSM
- 55-200mm F4-5.6 DC

### DC DNシリーズ
ミラーレスカメラ（Lマウント/ソニー Eマウント/富士フイルムＸマウント/ニコンZマウント/キヤノンRFマウント）に対応したレンズ。APS-Cサイズまたはマイクロフォーサーズ相当の固体撮像素子に合わせて設計されており、より小型・軽量化が図られている。

#### Contemporary ライン

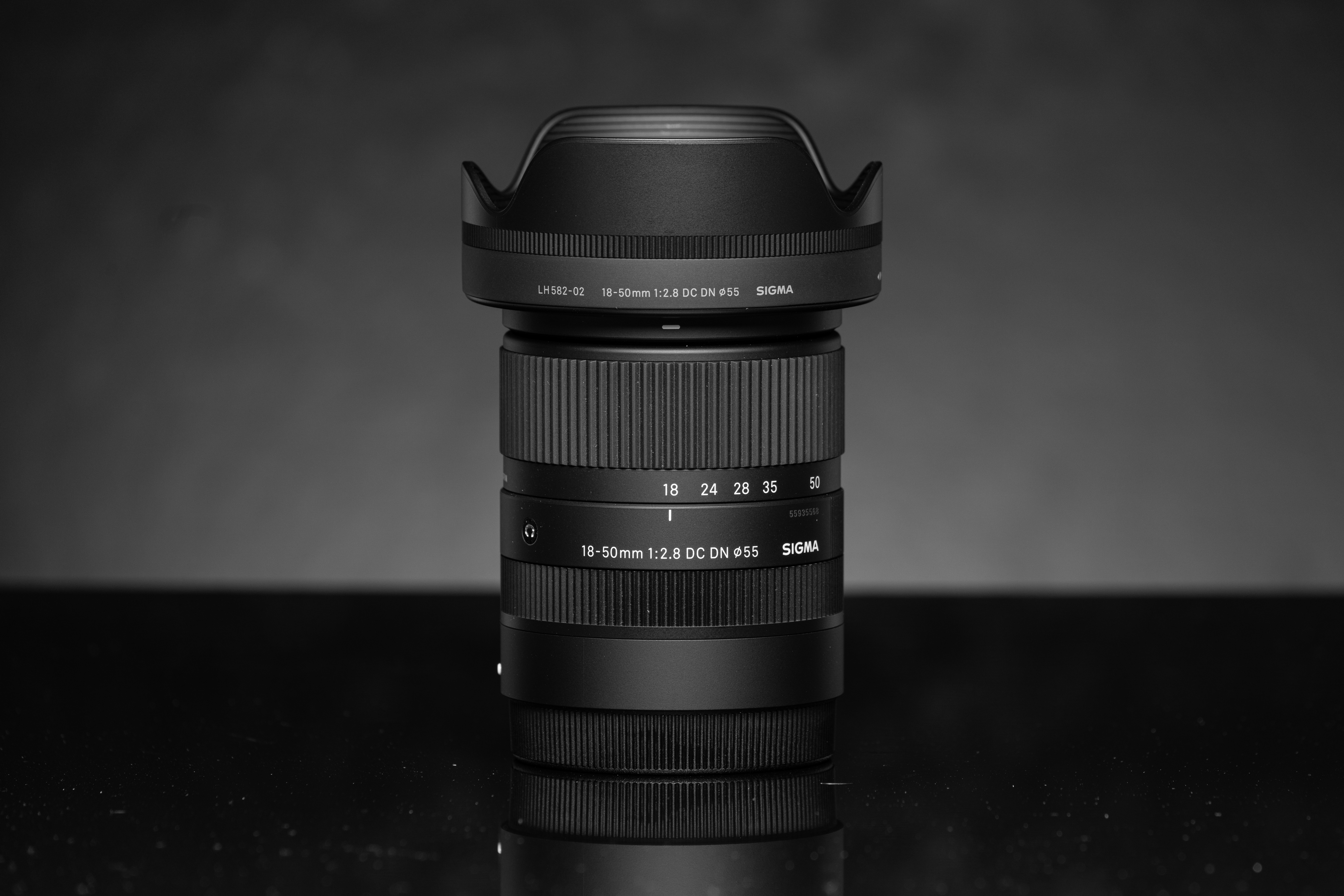
18-50mm F2.8 DC DN Contemporary

- 16mm F1.4 DC DN Contemporary - 上記マウントの他、キヤノンEF-Mマウントやマイクロフォーサーズにも対応
- 23mm F1.4 DC DN Contemporary
- 30mm F1.4 DC DN Contemporary - 上記マウントの他、キヤノンEF-Mマウントやマイクロフォーサーズにも対応
- 56mm F1.4 DC DN Contemporary - 上記マウントの他、キヤノンEF-Mマウントやマイクロフォーサーズにも対応
- 10-18mm F2.8 DC DN Contemporary
- 16-300mm F3.5-6.7 DC OS Contemporary
- 18-50mm F2.8 DC DN Contemporary

#### 販売終了
- 19mm F2.8 DN Art - 販売終了
- 30mm F2.8 DN Art - 販売終了
- 60mm F2.8 DN Art - 販売終了

## シネマレンズ製品一覧
一眼レフ用のレンズを転用し作成されたシネマ用レンズ。キヤノンEFマウント/ソニーEマウント/PLマウントに対応する。
- FF Zoom Line - 35mm判対応のシネマズームレンズシリーズ
- High Speed Zoom Line - APS-Cセンサー対応のT2の明るさに対応するシネマズームレンズシリーズ
- FF High Speed Prime Line - 35mm判対応のT1.5もしくはT2に対応するシネマ単焦点レンズシリーズ
- FF Classic Prime Line - FF High Speed Prime Lineの光学系をノンコートレンズ中心に構成することで、低コントラストの描写に対応したシネマ単焦点レンズシリーズ

## レンズアクセサリー製品一覧

### テレコンバーター
- TELE CONVERTER TC-1401 - シグマSAマウント / ニコンFマウント / キヤノンEFマウントに対応、スポーツラインのレンズの他、70mm F2.8 DG HSM Art 、100-400mm F5-6.3 DG OS HSM Contemporary、150-600mm F5-6.3 DG OS HSM Contemporary に対応
- TELE CONVERTER TC-2001 - シグマSAマウント / ニコンFマウント / キヤノンEFマウントに対応、スポーツラインのレンズの他、70mm F2.8 DG HSM Art 、100-400mm F5-6.3 DG OS HSM Contemporary、150-600mm F5-6.3 DG OS HSM Contemporary に対応
- TELE CONVERTER TC-1411 - Lマウントに対応、100-400mm F5-6.3 DG DN OS Contemporaryに対応
- TELE CONVERTER TC-2011 - Lマウントに対応、100-400mm F5-6.3 DG DN OS Contemporaryに対応

販売終了
- APO テレコンバーター1.4x EX DG - EX DGレンズに対応、発売終了
- APO テレコンバーター2.0x EX DG  - EX DGレンズに対応、発売終了

### マウントコンバーター
同社一眼レフ用のレンズを、ミラーレスカメラで使用するためのコンバーター。AFに対応するだけでなく、絞りの制御、カメラ側の補正機能や手ブレ補正機構にも対応。
- SIGMA MOUNT CONVERTER MC-11 - キヤノンEFマウント用およびシグマSAマウントのレンズを、Eマウントカメラに装着することができる
- SIGMA MOUNT CONVERTER MC-21 - キヤノンEFマウント用およびシグマSAマウントのレンズを、Lマウントカメラに装着することができる
- SIGMA MOUNT CONVERTER MC-31 - 映像制作業界で広く使われているPLマウントのシネレンズを、Lマウントカメラに装着することができる

### レンズキャップ
- LCF55-01M - マグネットレンズキャップ、一部のIシリーズレンズに対応

### USBドック
同社のレンズを、USBケーブルを介してPCに接続することで、レンズ・ファームウェアのアップデートや、合焦位置の調整を行うことができるアクセサリ。各マウントに対応。
- SIGMA USB DOCK
- SIGMA USB DOCK UD-11 - Lマウント用／EF-Mマウント用に対応

## マニュアルフォーカスレンズ製品一覧
マウントは固定式であるが製造当時は実費で改造修理扱いによる交換も可能であった。Kマウント、オリンパスOMマウント、キヤノンFDマウント、コニカARマウント、ニコンFマウント、フジカAXマウント、ミノルタMDマウント、コンタックスRTS/ヤシカマウント、M42マウント、ローライQBMマウントがあり、またOEMでPRAKTICA Bマウントのズームレンズを製造していた。ピントリングの回転方向も各メーカーの純正レンズと同方向になるように右周り・左周りと二通りの回転方向が設定されていた。2020年現在、すべて販売終了している。
- シグマ円形魚眼8mmF4 - 7群11枚。最短撮影距離0.2m。フィルターはφ22.5mm内部交換式。
- シグマフィッシュアイ16mmF2.8 - 8群9枚。最短撮影距離0.15m。フィルターはφ22.5mm内部交換式。
- シグマウルトラワイド18mmF2.8 - 9群11枚。最短撮影距離0.25m。アタッチメントはφ67mmねじ込み。
- シグマスーパーワイド24mmF2.8 - 7群7枚。最短撮影距離0.18m。アタッチメントはφ52mmねじ込み。
- シグマミニワイド28mmF2.8 - 6群7枚。最短撮影距離0.22m。アタッチメントはφ52mmねじ込み。
- シグマミニワイドII28mmF2.8 - アタッチメントはφ52mmねじ込み。
- シグマミニテレ135135mmF3.5 - 5群5枚。最短撮影距離1.4m。アタッチメントはφ52mmねじ込み。
- シグマミニテレ235200mmF3.5 - 7群7枚。最短撮影距離1.3m。アタッチメントはφ58mmねじ込み。
- アポ・シグマ345300mmF4.5 - 6群8枚。最短撮影距離2.5m。アタッチメントはφ67mmねじ込み。
- アポ・シグマ456400mmF5.6 - 5群7枚。最短撮影距離3m。アタッチメントはφ72mmねじ込み。
- シグマミラー400400mmF5.6 - 反射望遠レンズ7群7枚。最短撮影距離2m。フィルターは前部φ86mmネジ込みと後部φ30.5mm差込式。
- シグマミラー600600mmF8 - 反射望遠レンズ。6群6枚。最短撮影距離2m。フィルターは前部φ86mmネジ込みと後部φ22.5mm差込式。
- シグマミラー10001000mmF13.5 - 反射望遠レンズ6群6枚。最短撮影距離5m。フィルターは前部φ86mmネジ込みと後部φ30.5mm差込式。
- シグマミニズーム39-80mmF3.5 - 最短撮影距離2.0m。フィルターは前部φ62mmネジ込み。
- シグマズーム・ガンマ21-35mmF3.5-4 - 7群11枚。最短撮影距離0.5m。
- シグマズーム・ミクロン28-50mmF2.8-3.5 - 8群8枚。最短撮影距離0.5m。アタッチメントはφ52mmねじ込み。
- シグマズーム・シーター28-80mmF3.5-4.5 - 8群8枚。最短撮影距離0.5m。アタッチメントはφ62mmねじ込み。
- シグマスタンダードズーム35-70mmF2.8-4 - 8群8枚。最短撮影距離0.5m。アタッチメントはφ52mmねじ込み。いわゆる「標準ズーム」のスタンダードモデルで、安価かつ高性能であり量販店でのカメラ本体とのセット販売されることが多かった。
- シグマズーム・アルファーII35-105mmF3.5-4.5 - 10群10枚。最短撮影距離0.3m。
- シグマズーム・ベーター70-150mmF3.5-4 - 8群12枚。最短撮影距離1.5（付属のアクロマティックマクロレンズ装着時0.585）m。アタッチメントはφ52mmねじ込み。
- シグマズーム・デルタ75-250mmF4-5 - 9群13枚。最短撮影距離2（付属のアクロマティックマクロレンズ装着時0.66）m。アタッチメントはφ52mmねじ込み。
- シグマハイスピードズーム・イオタ80-200mmF3.5-4 - 8群12枚。最短撮影距離1.5（付属のアクロマティックマクロレンズ装着時0.6）m。アタッチメントはφ52mmねじ込み。
- シグマズーム・カッパー100-200mmF4.5 - 6群10枚。最短撮影距離0.58m。アタッチメントはφ52mmねじ込み。
- シグマズーム・ラムダ120-300mmF5.6-6.3 - 9群13枚。最短撮影距離1.6（付属のアクロマティックマクロレンズ装着時0.645）m。アタッチメントはφ52mmねじ込み。
- プラクチカMCオートズーム35-70mmF3.5-4.5 - ペンタコンのOEMレンズでプラクチカBマウント。9群9枚。最短撮影距離0.4m。アタッチメントはφ52mmねじ込み、もしくはφ55mm嵌め込み。
- プラクチカMCオートズーム70-210mmF4.5-5.6 - ペンタコンのOEMレンズでプラクチカBマウント。9群12枚。最短撮影距離1.1m。アタッチメントはφ52mmねじ込み。

## 一眼レフカメラ製品一覧

### M42マウント一眼レフカメラ
ユニバーサルマウントのM42マウントを採用。

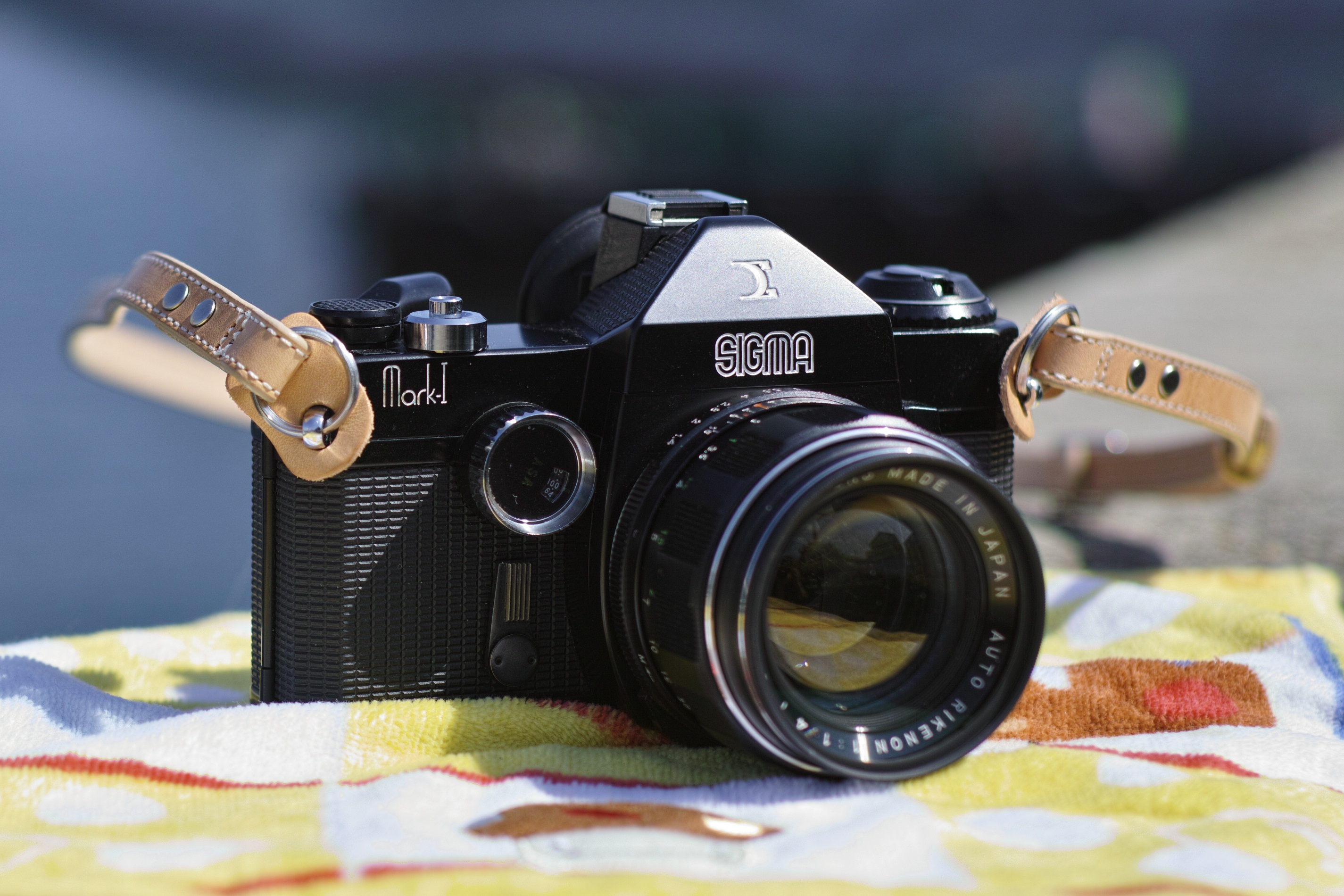
Sigma Mark-I

- シグママークI（SIGMA Mark-I 、1975年発売） - シグマ唯一のM42マウント採用機。リコーの「リコーシングレックスTLS」のOEMであった。

### Kマウント一眼レフカメラ
ユニバーサルマウントのKマウントを採用。

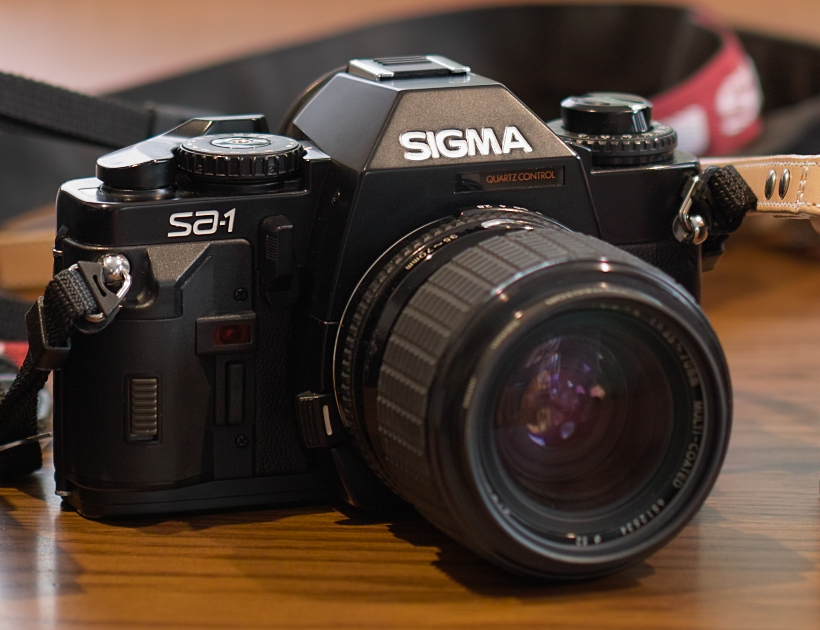
Sigma SA-1

- シグマSA-1（1983年発売） - シグマ唯一のKマウント採用機。愛称「ズームマン」。こちらもリコーのOEMであったが、「リコーXR7」とはグリップ形状が異なる、ファインダー内に露出補正の警告が出るなどの違いがあった。

### SAマウント一眼レフカメラ
オートフォーカス化に伴い、独自のSAマウントへ変更。物理的にはKマウントと類似しているが、信号伝達方式やフランジバックが変更されている。超音波モーター、手ぶれ補正機構搭載レンズに対応。公称では視野率100%の機種は存在しないが、SD9とSD10には「スポーツファインダー」が採用され、実際に写る範囲外の部分も確認できるようになっている。（SDシリーズのスポーツファインダーは、一般に言われるスポーツファインダーとは異なり、あくまで一眼レフのレフレックスファインダーである）

#### 銀塩一眼レフカメラ
- シグマSA-300（1993年発売）
- シグマSA-300N（1994年発売）
- シグマSA-5（1997年発売） - ブラックモデルとシルバーモデルがあった。
- シグマSA-7（2001年発売）
- シグマSA-9（2001年発売）
- シグマSA-7N（2002年発売） -「シグマSA-7」のオートフォーカス性能を改良した。

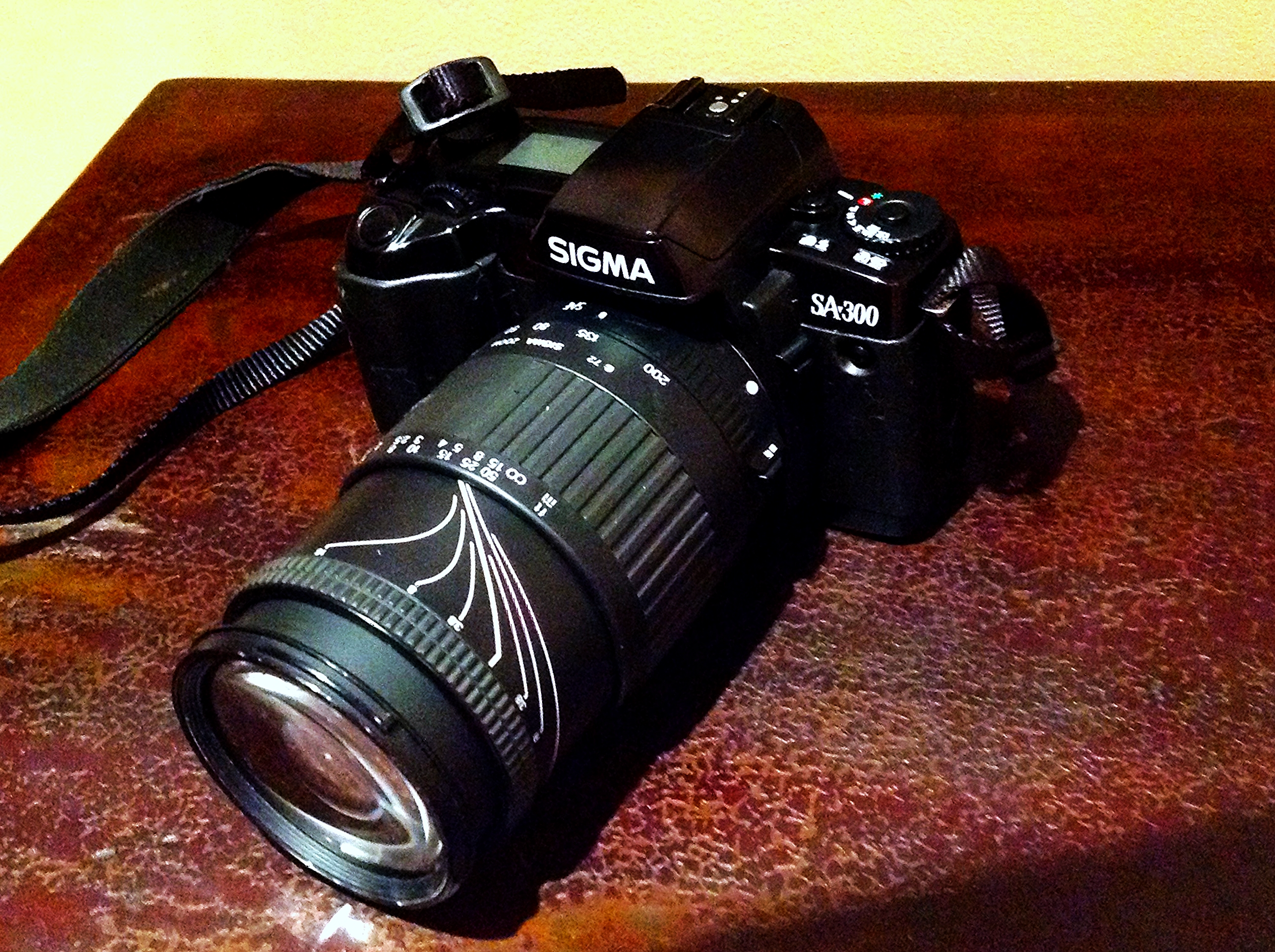
Sigma SA-300
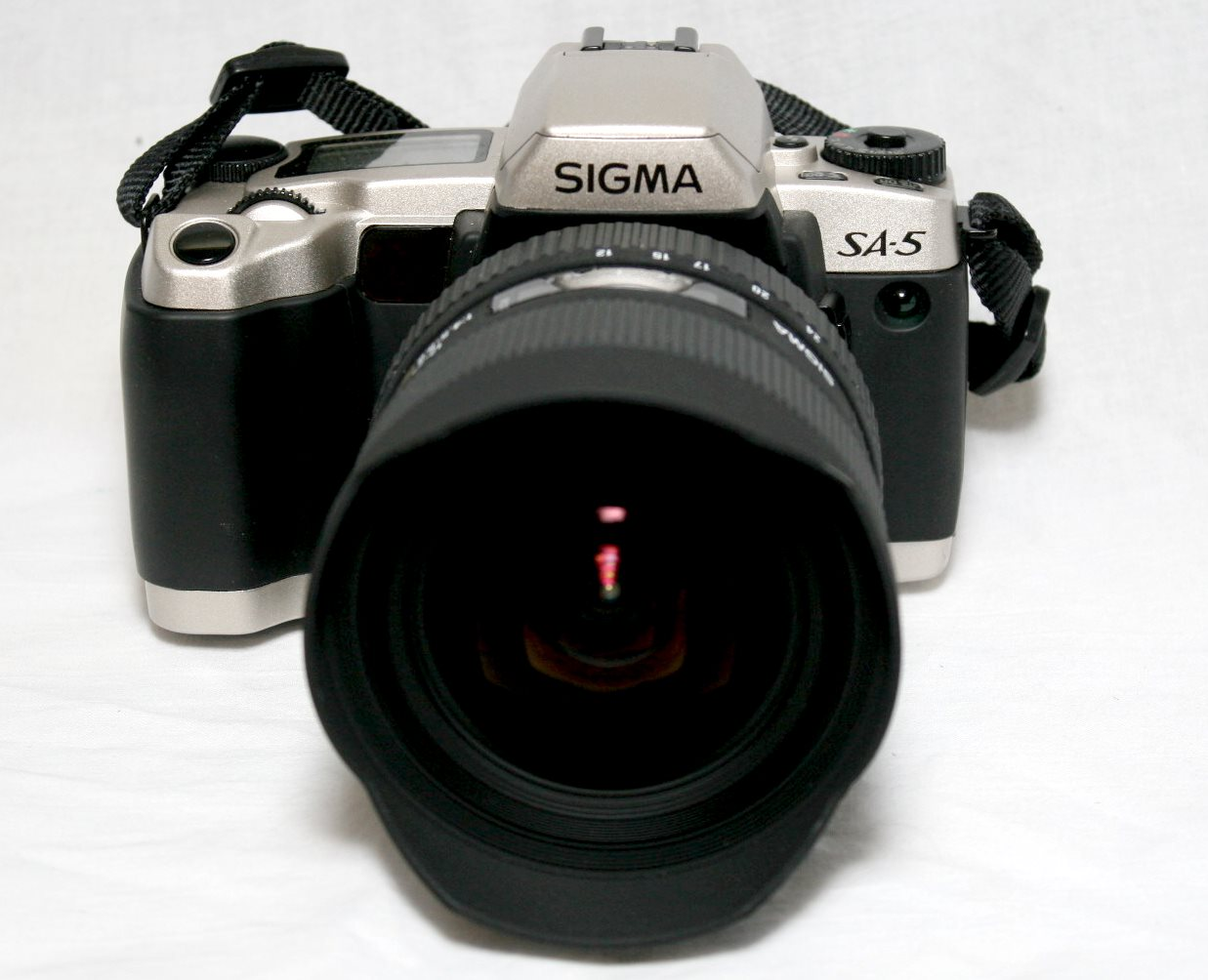
Sigma SA-5

#### デジタル一眼レフカメラ
撮像素子には光の三原色を1画素で捕らえることができるFoveon X3が採用されており、偽色の発生を抑え、鮮明で正確な色再現であることを謳っている。
- シグマSD9（2002年10月発売) - 同社初のデジタル一眼レフカメラ、かつFoveon X3を最初に採用したデジタルカメラ。有効画素数約1,029万画素。データ記録方式はRAWのみ対応。
- シグマSD10（2003年11月発売) - 有効画素数約1,029万画素。データ記録方式はRAWのみ対応。
- シグマSD14（2007年3月発売) - 有効画素数約1,406万画素。データ記録方式はRAW、JPEGに対応。
- シグマSD15（2010年6月発売) -「シグマSD14」の後継機。画像処理エンジン、バッファメモリー、AEセンサー、液晶モニター等の性能が向上。
- シグマSD1（2011年6月発売) - フラッグシップモデル。撮像素子の有効画素数が約4,600万に増加し、23.5×15.7mmへと大判化した。
- シグマSD1 Merrill（2012年3月発売) - 上記のSD1の製造プロセスを見直し、大幅に低価格化した。Merrillは、Foveonセンサーの開発に深く携わったディック・メリルに因む。

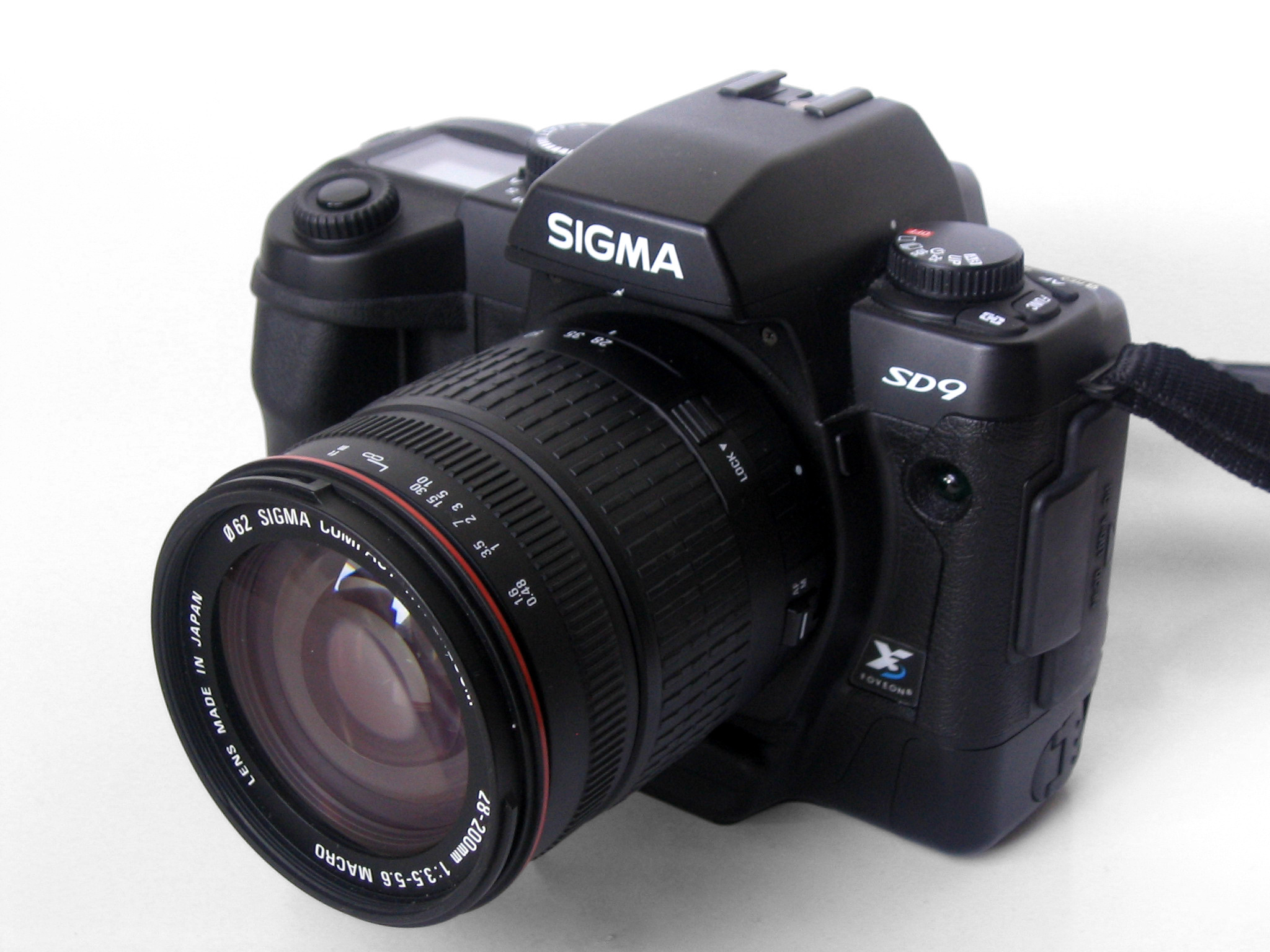
Sigma SD9
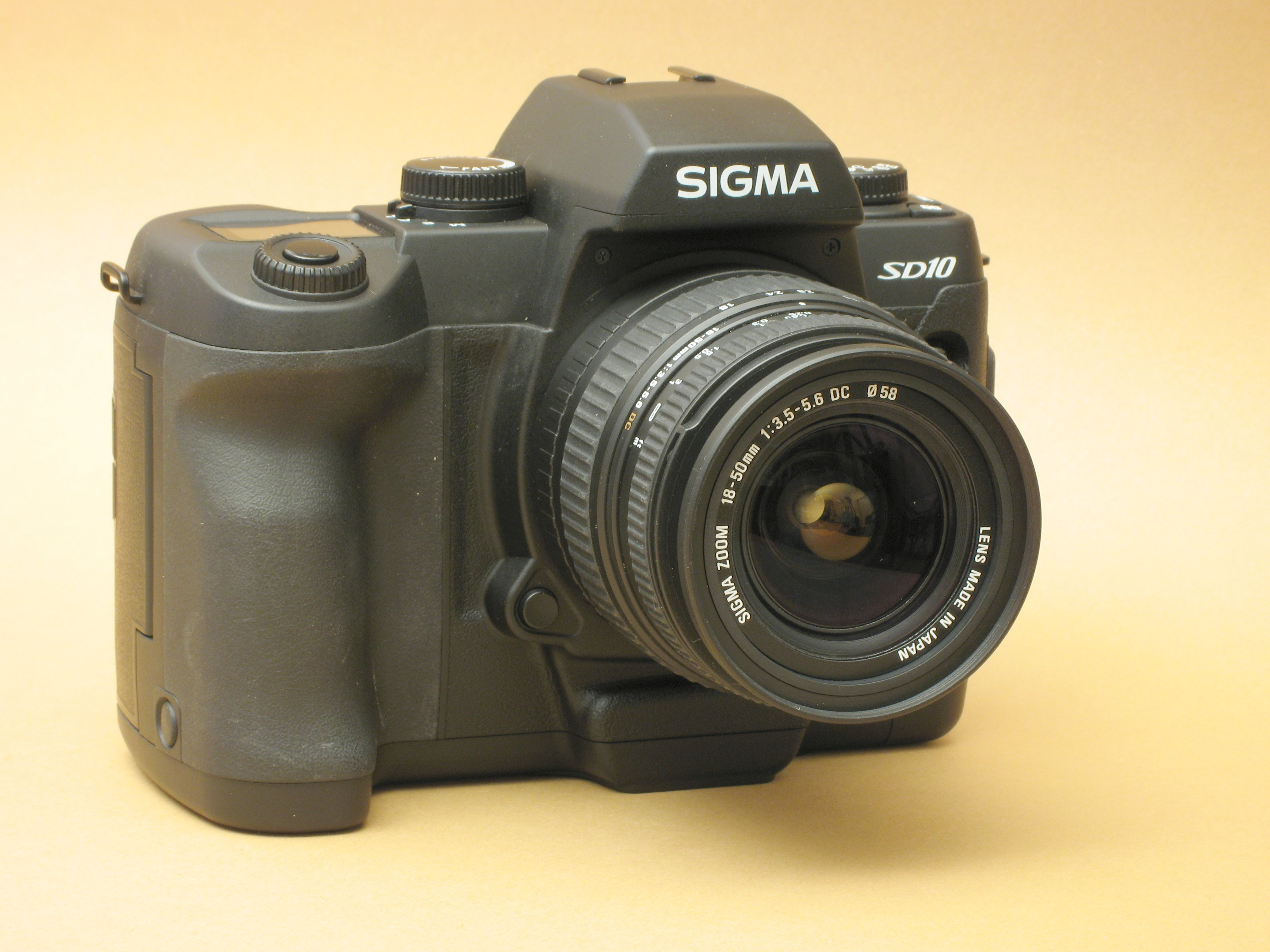
Sigma SD10
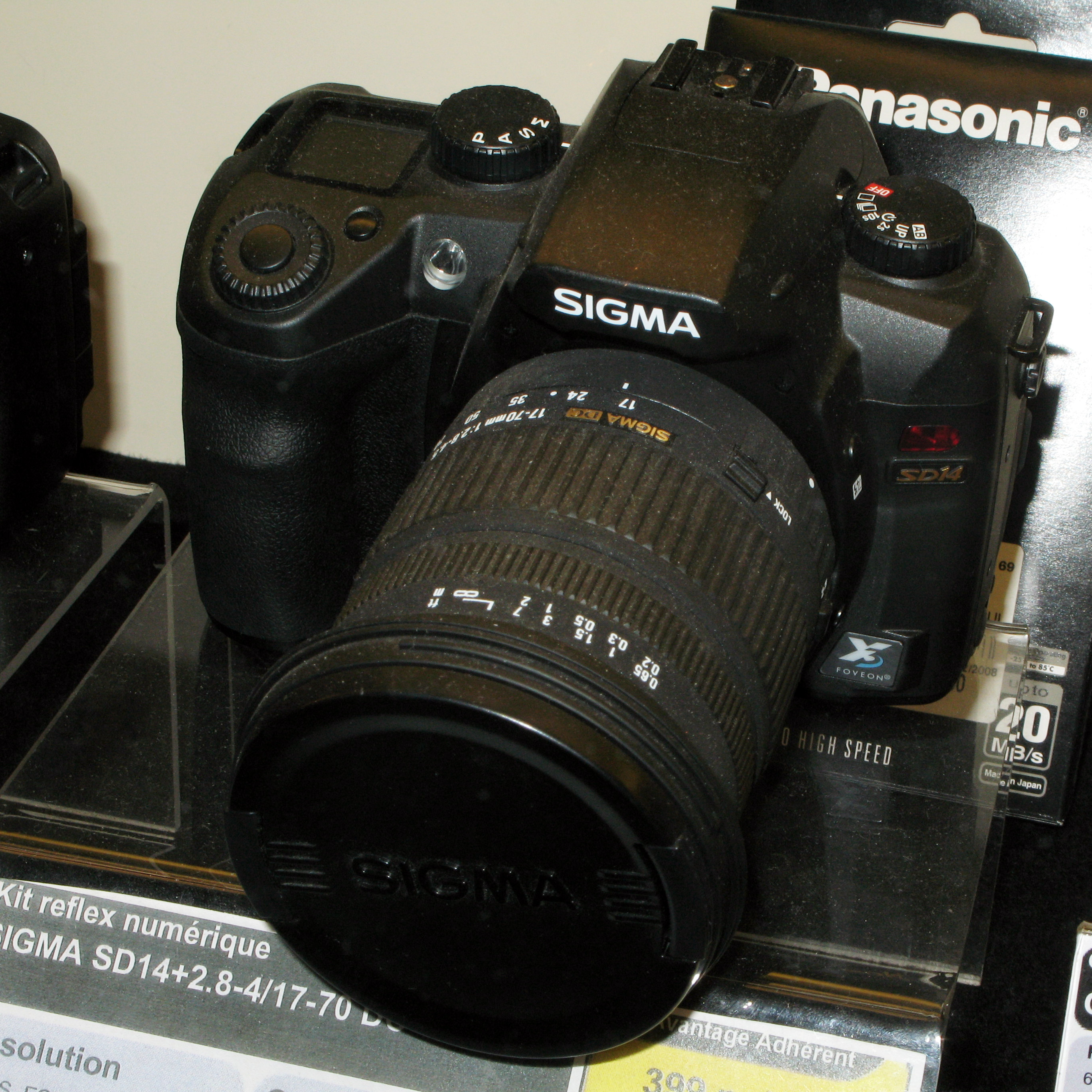
Sigma SD14
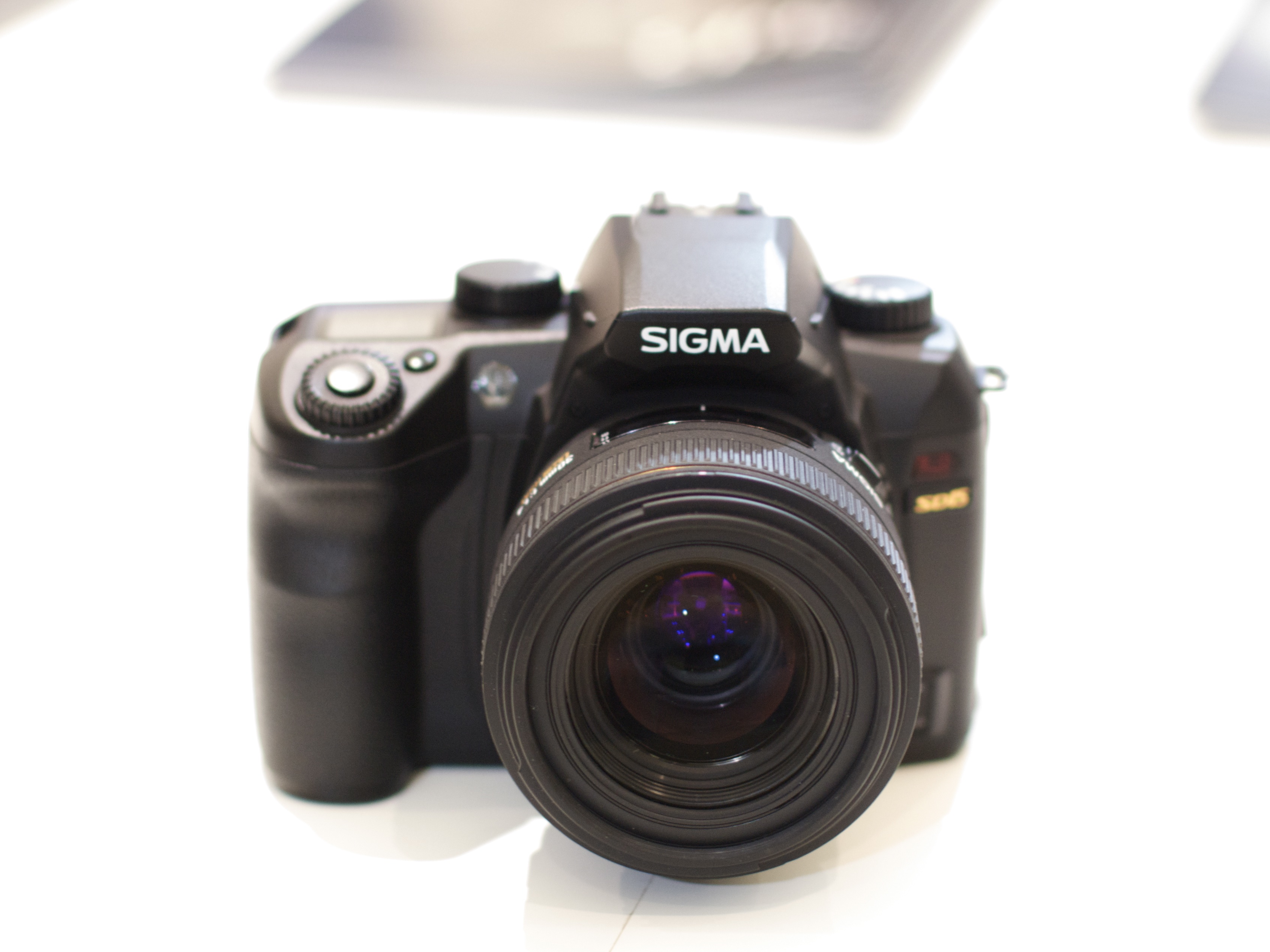
Sigma SD15
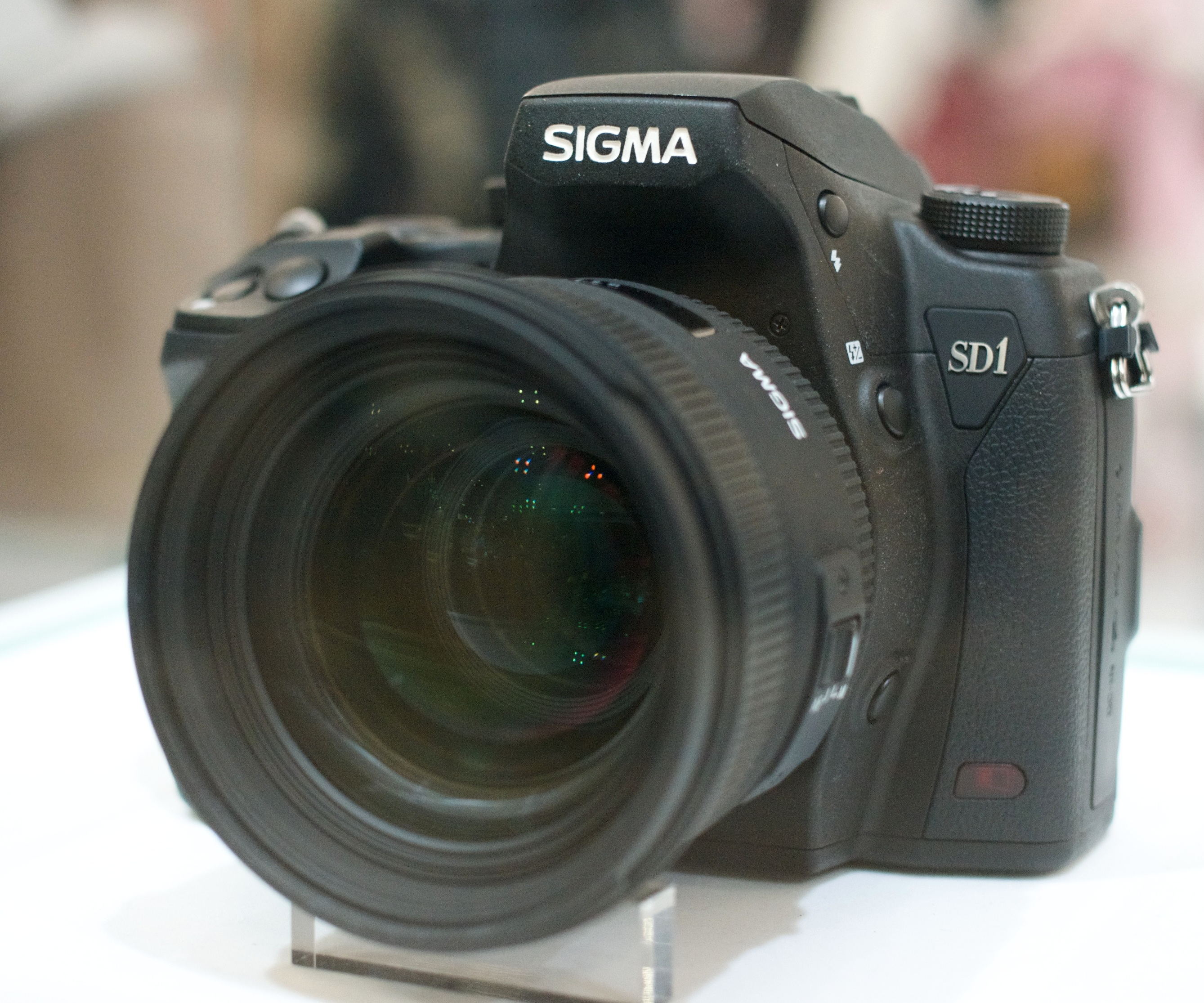
Sigma SD1
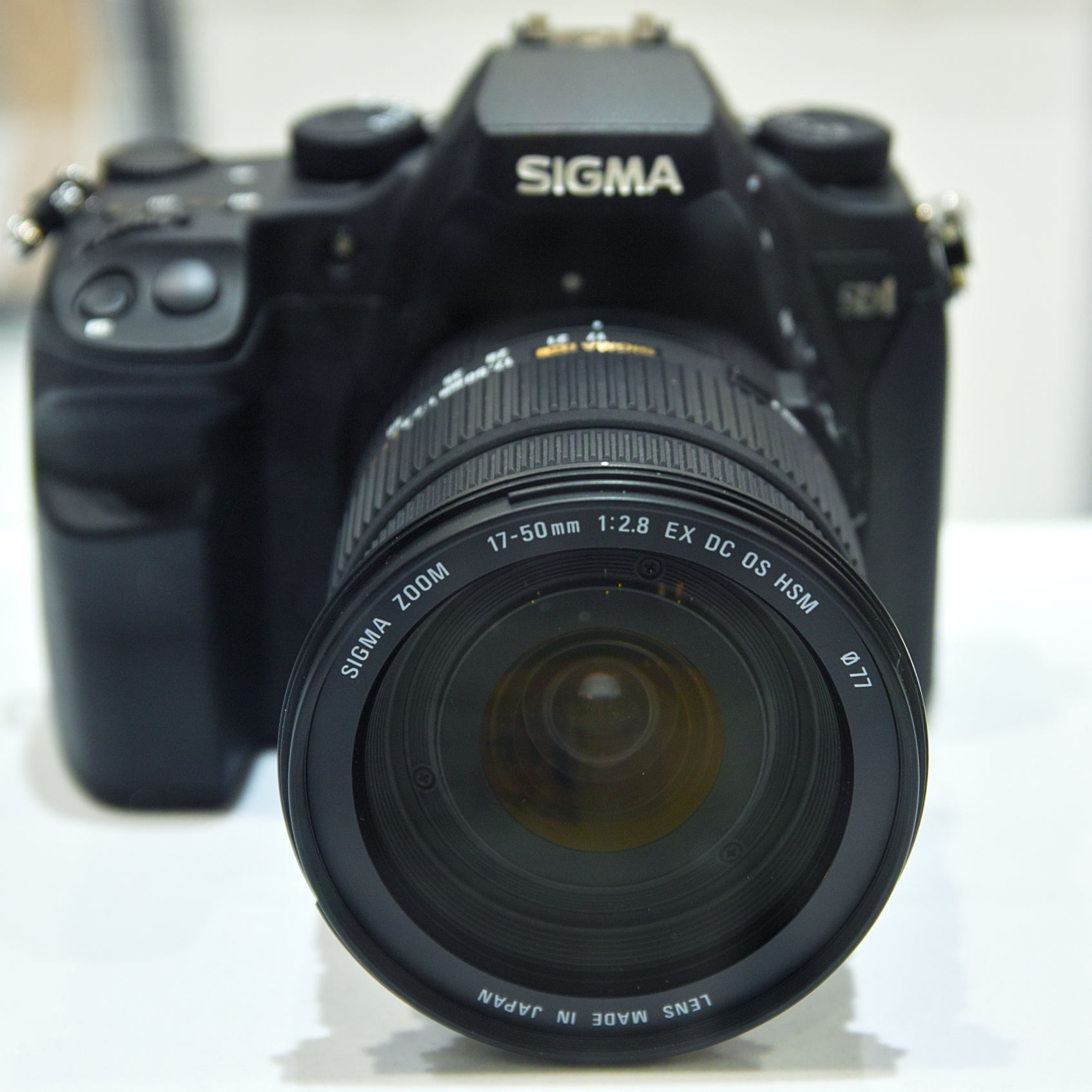
Sigma SD1 Merrill

## ミラーレスカメラ製品一覧

### SAマウントミラーレスカメラ
レンズマウントは同社の一眼レフカメラと同じシグマSAマウントであり、今までのレンズ資産を生かせる。このため、マウント部が長いデザインが特徴。両機種とも、「2016年の歴史的カメラ」に選定された。
- sd Quattro（2016年7月発売）- 同社初のミラーレス一眼カメラ。RGBが1：1：4の3層構造を持ったQuattroセンサー搭載。センサーの読み出し速度や高感度耐性が向上している。有効画素数約1960万画素。センサーサイズはAPS-C。
- sd Quattro H（2016年12月発売） - Quattroセンサー搭載。有効画素数約2550万画素。センサーサイズはAPS-H。

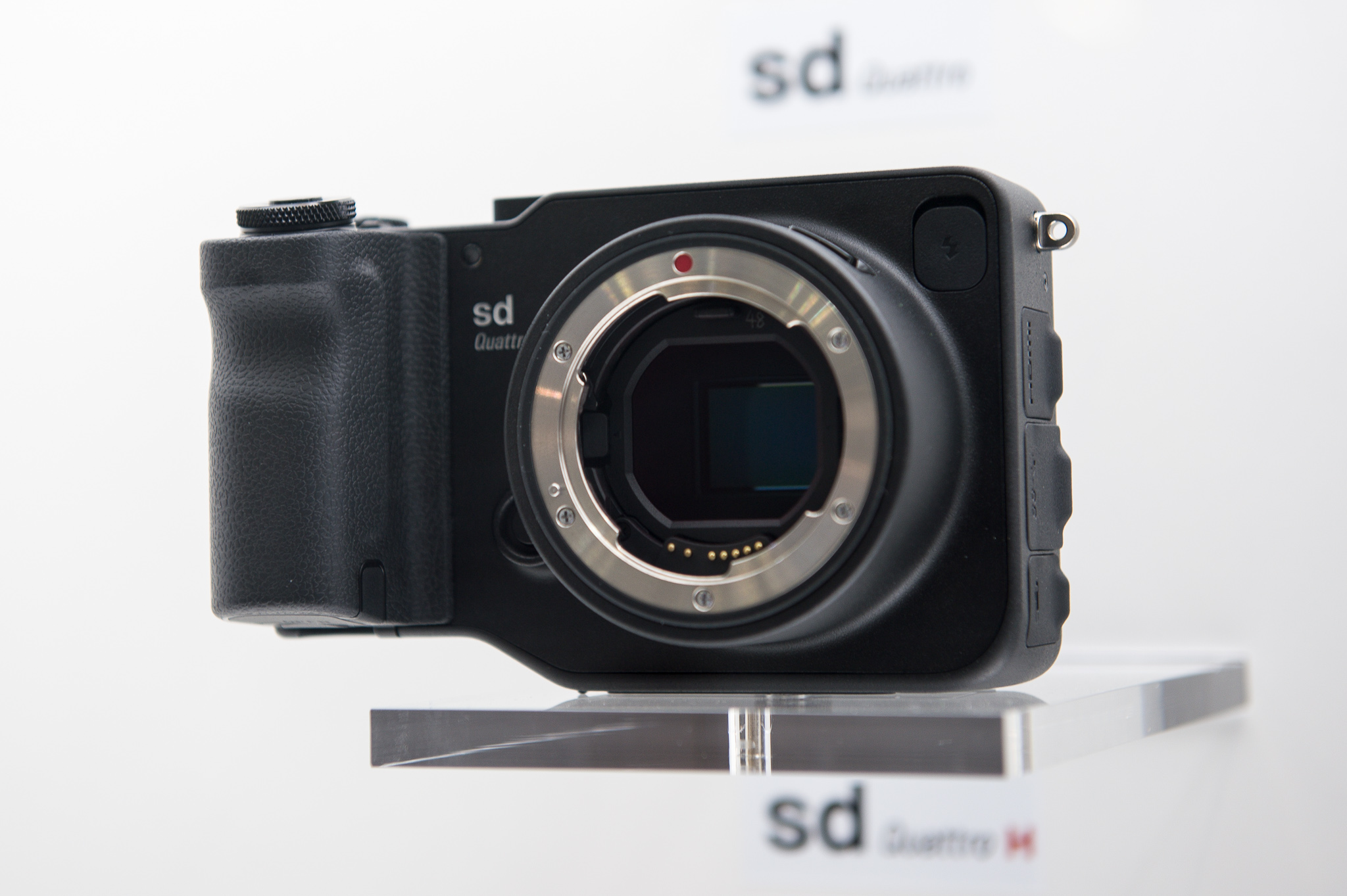
Sigma sd Quattro
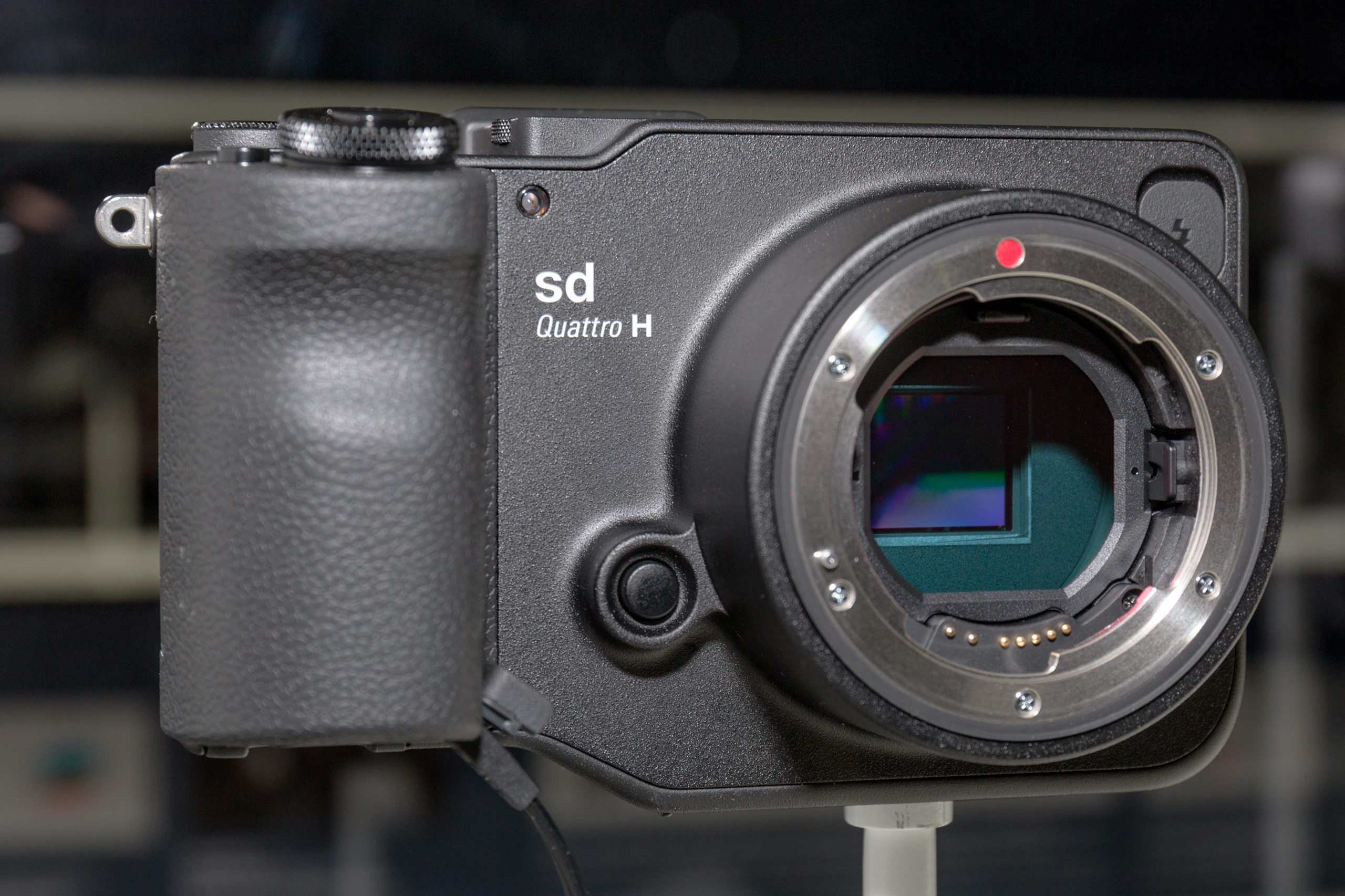
Sigma sd Quattro H

### Lマウントミラーレスカメラ
- fp（2019年7月発売）- 世界最小・最軽量の「ポケッタブル・フルフレーム」。シグマ初のフルサイズベイヤーセンサーカメラ。ライカLマウント。メカシャッターを非搭載にすることで小型化を実現。有効画素数約2400万画素。名前の由来は、音楽用語の“Fortissimo(フォルティッシモ)”と“Pianissimo(ピアニッシモ)”。
- fp L（2021年4月発売）- fpの仕様を受け継ぎつつ高画素化に対応した。ライカLマウント。メカシャッターは非搭載。像面位相差AFに対応。有効画素数約6100万画素。カメラ起動中の給電に対応した他、任意の撮影設定をQRコードとして保存する機能も搭載。
- Sigma BF（2025年5月発売） - 機能を必要最小限までに切り詰めたフルサイズミラーレスカメラ。ファインダー、バッテリーカバー、ホットシューが省略されているほか、内蔵SSDを採用し、SDカードスロットが省略されている。アルミニウム製のユニボディ、感圧式のハプティックボタンおよびダイヤルを採用。有効画素数約2400万画素。像面位相差オートフォーカスに対応。名前の由来は、岡倉天心の『茶の本』から引用したフレーズ“Beautiful Foolishness”[6]。

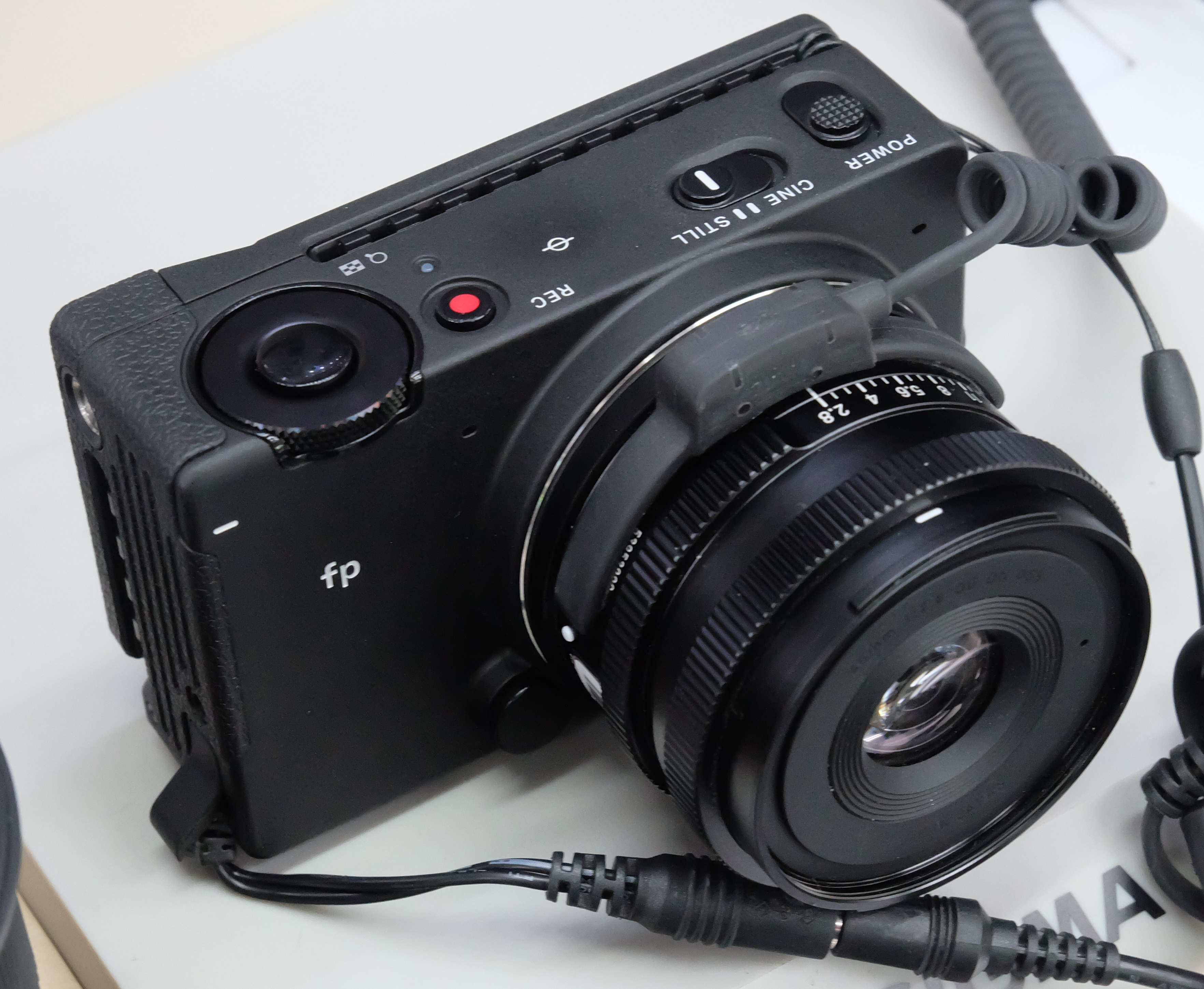
Sigma fp
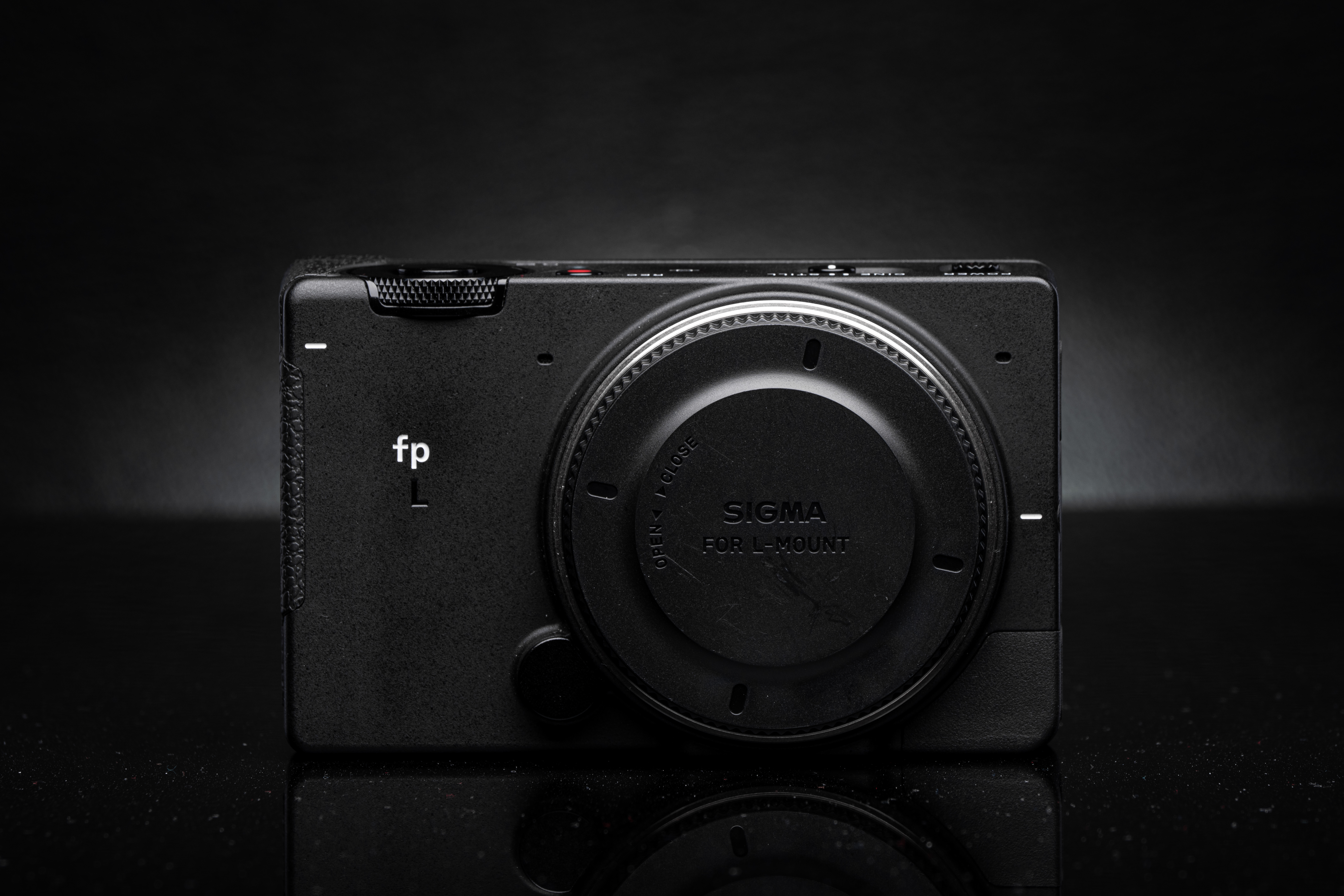
Sigma fp L

## コンパクトカメラ製品一覧

### 銀塩コンパクトカメラ
- シグマAF35D-TF（1987年発売）
- シグマ35AFズーム（1989年発売）
- シグマ28AFズーム（1990年発売）
- シグマ50AFズーム（1990年発売）
- シグマズームスーパー70（1991年発売）
- シグマズームスーパー100（1991年発売）
- シグマミニズームマクロ105（1994年発売）

### デジタルコンパクトカメラ

#### DP1シリーズ
世界初のAPS-Cサイズの撮像素子を搭載したコンパクトデジタルカメラ。「シグマSD14」に搭載のものと同じ有効画素数約1,406万画素の撮像素子を搭載している。レンズは35mm判換算28mm相当、開放F値2.8の単焦点レンズを搭載。
- シグマDP1（2006年9月発表、2008年3月発売） - データ記録方式はRAW、JPEGに対応。JPEG画像エンジンは「TRUE」(Three-layer Responsive Ultimate Engine) 。フォトキナ2006で発表されたが、画像品質を確保するために画像処理パイプライン再構築を行い、結果的に発売まで1年半近くかかったため、本当に発売されるのかという不安の声もあった。カメラグランプリ2008カメラ記者クラブ特別賞受賞。
- シグマDP1s（2009年10月発売） -「シグマDP1」のファームウェアを進化させたスペシャルバージョン。ハードウェアの差異は対逆光性能を改善したのみで、「シグマDP2」に搭載されている「QSボタン」の追加などはされていない。
- シグマDP1x（2010年2月発表、9月発売） -「シグマDP1s」のエンジンを「TRUE II」へ変更、オートフォーカス高速化、 AFE（アナログフロントエンド）搭載による高感度性能向上他、操作ボタンなどを「シグマDP2」と統一した機種。光学系は「シグマDP1」と同等。
- シグマDP1 Merrill（2012年8月発表、9月発売） - 上述の一眼レフカメラSD1 Merrillと同等の23.5×15.7mm Foveonセンサーを採用（有効画素数約4,600万）。光学系も変更され、F値2.8となっている。

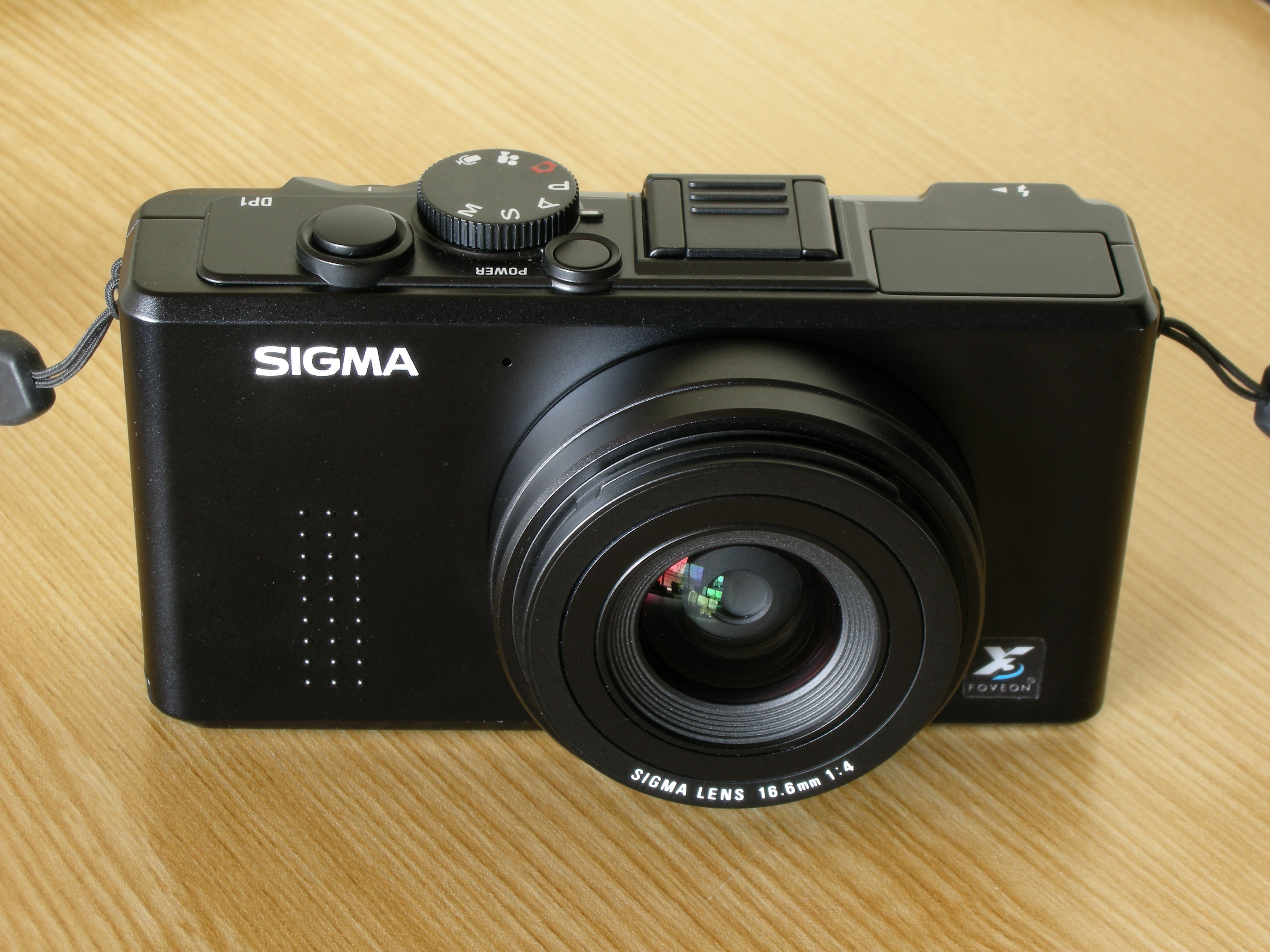
Sigma DP1
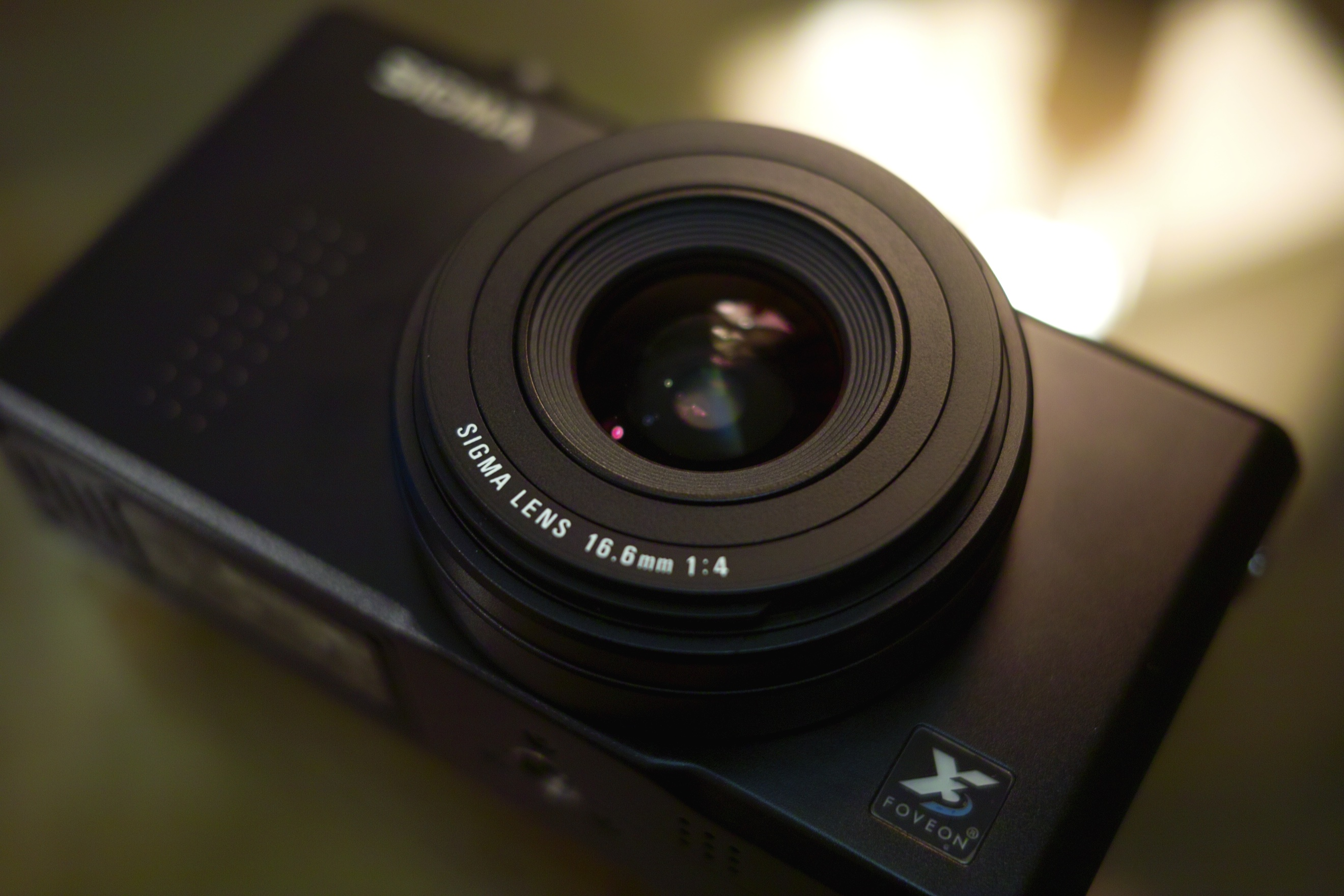
Sigma DP1x
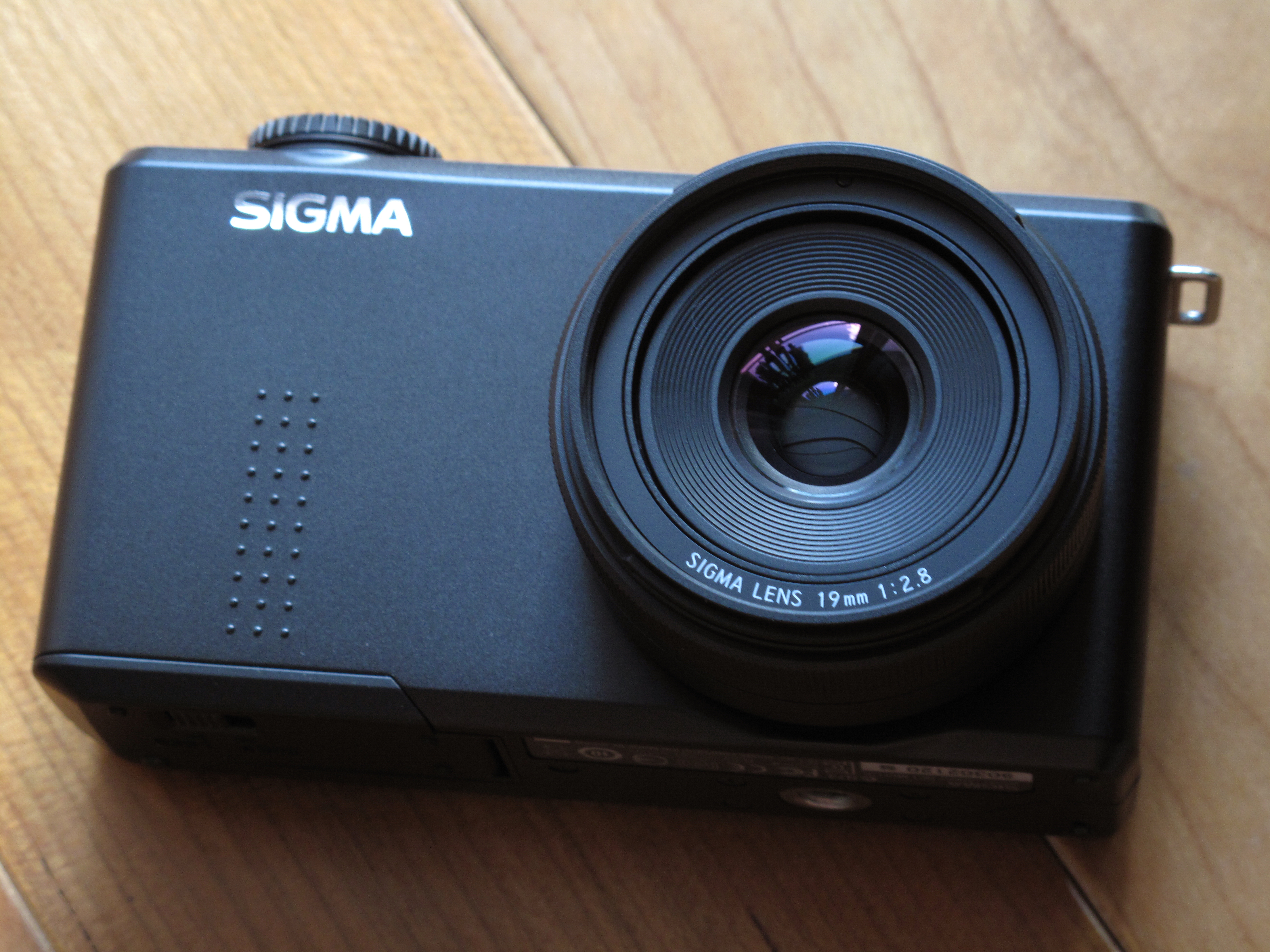
Sigma DP1 Merrill

#### DP2シリーズ
DP1と同じ撮像素子を搭載している。レンズは35mm判換算41mmもしくは45mm相当、開放F値2.8の単焦点レンズを搭載。
- シグマDP2（2008年9月発表、2009年4月発売） - 撮像素子はシグマDP1と同じで画素数に変化はないが、画像エンジンは「TRUE II」に進化しており、レスポンス向上などを果たした。このほかにも、感度をRAWモード時ISO3200に設定できたり、「QSボタン」の追加により操作系を改善するなど細かな改良を施している。
- シグマDP2s（2010年2月発表、3月発売） - 「TRUE II」の内部アルゴリズムを最適化することによりオートフォーカスを高速化した。シグマDP1sに搭載されたパワーセーブモードが取り入れられている。背面ボタン表示の一部を赤色にして視認性を高めている。
- シグマDP2x（2011年2月発表、5月発売） - AFE搭載やAFスピード高速化等、シグマDP2sのマイナーチェンジバージョン。
- シグマDP2 Merrill（2012年7月発売） - 上述の一眼レフカメラSD1 Merrillと同等の23.5×15.7mm Foveonセンサーを採用（有効画素数約4,600万）。光学系も変更され、画角が35mm判換算で45mm相当、開放F値2.8となっている。

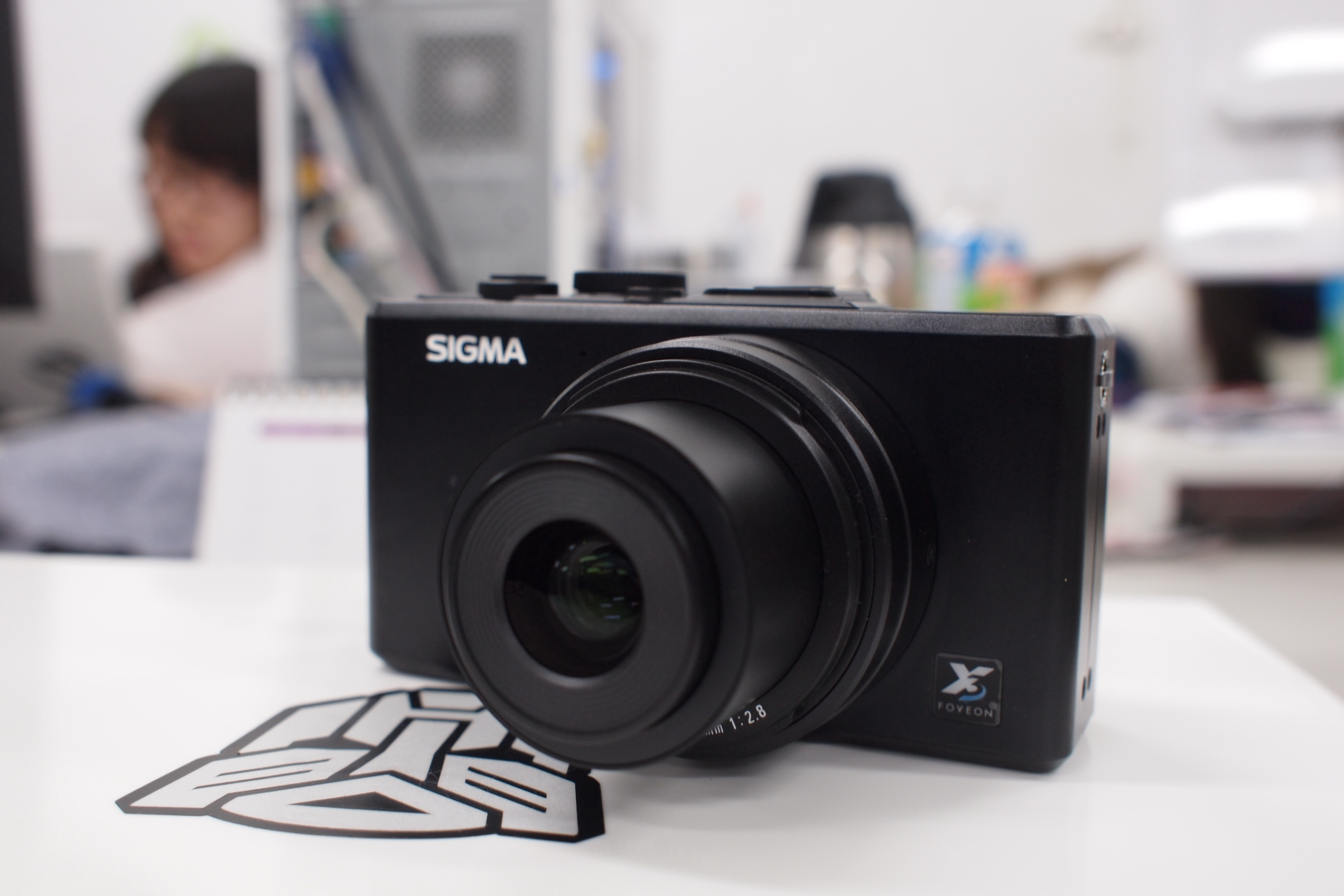
Sigma DP2
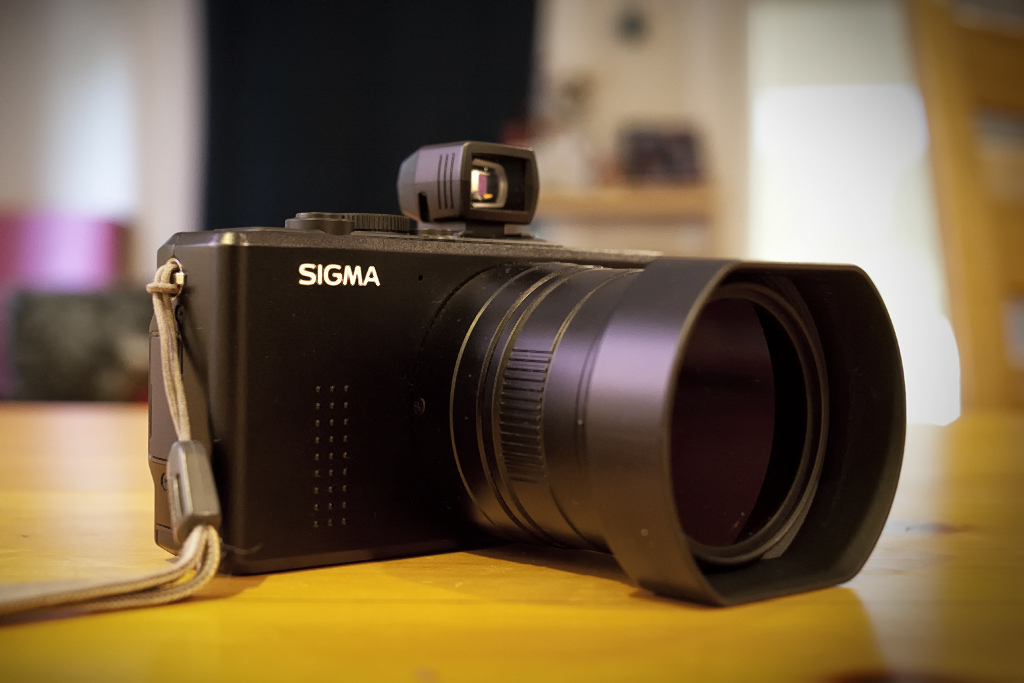
Sigma DP2s
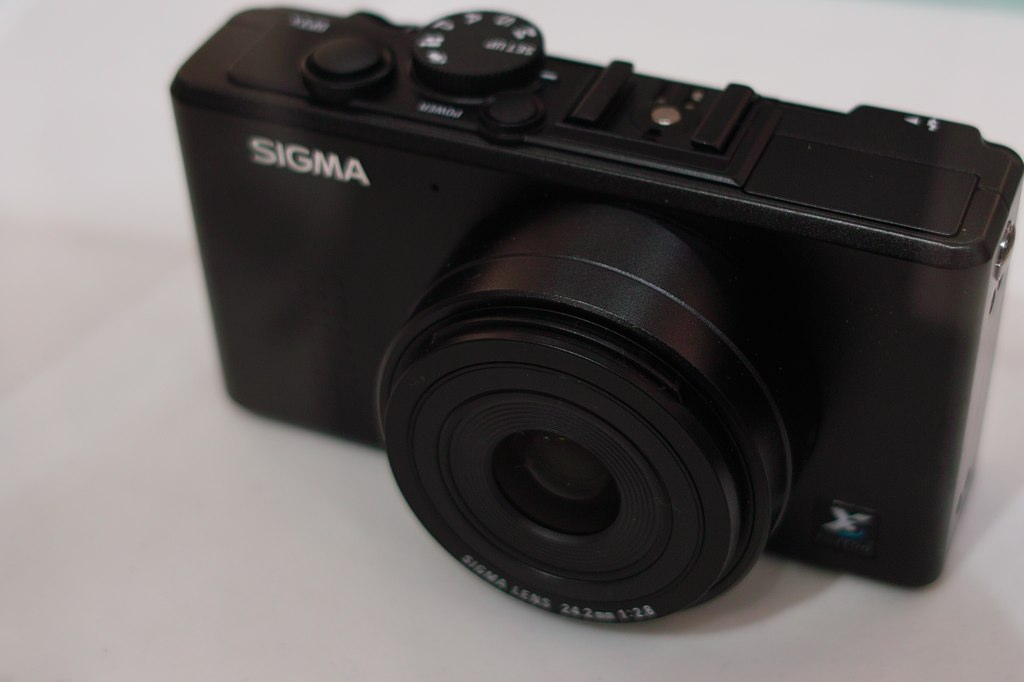
Sigma DP2x
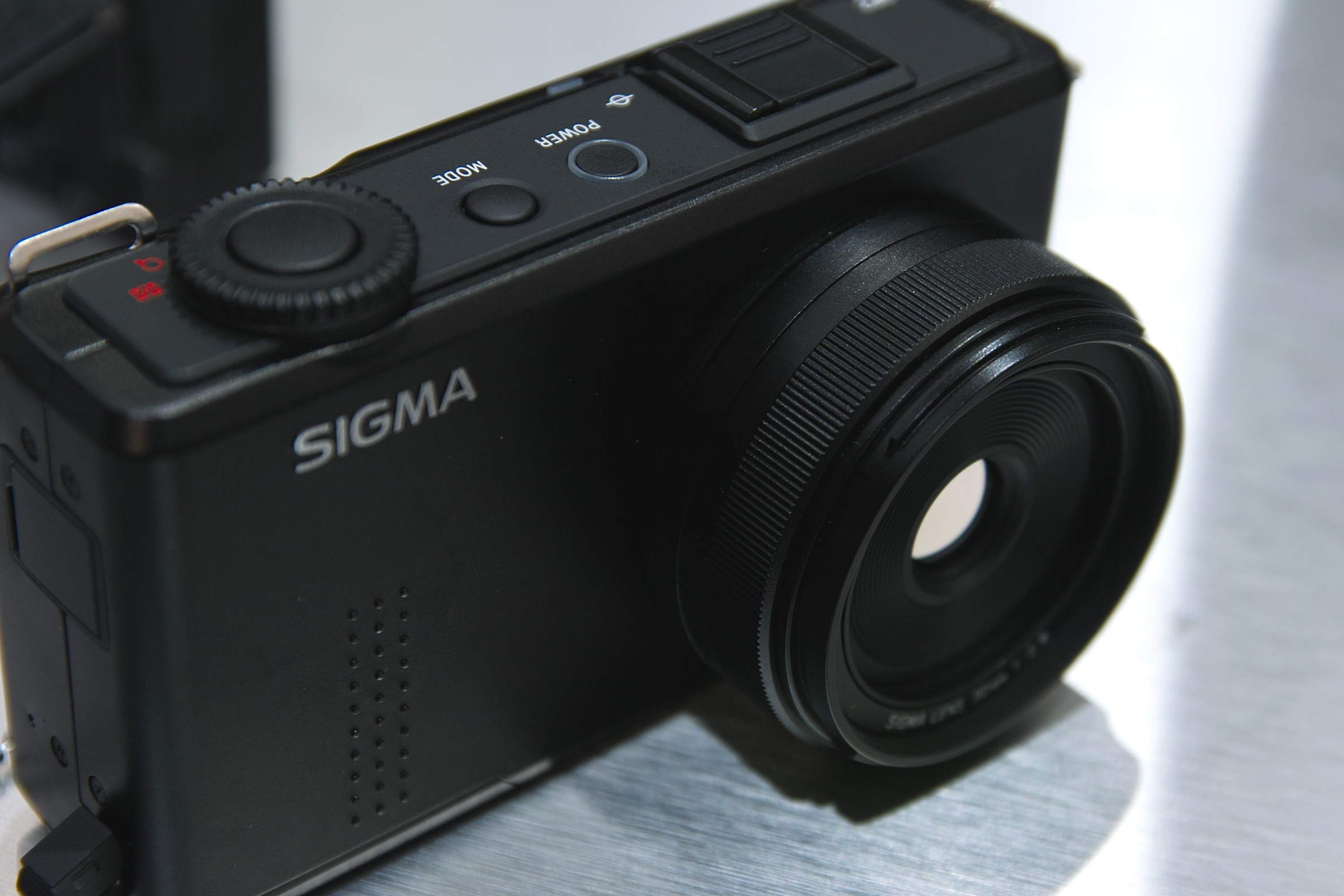
Sigma DP2 Merrill

#### DP3シリーズ
Merrillセンサー搭載の世代になってから追加された製品。レンズは35mm判換算75mm相当、開放F値2.8の単焦点レンズを搭載。
- シグマDP3 Merrill（2013年2月発売） - DP2 Merrillとほぼ同様のボディに、中望遠レンズを搭載。専用のテレコンバージョンレンズ（FT-1201）が存在する。

#### dp Quattroシリーズ
3層構造（B1：R1：G4）を採用したQuattroセンサーを搭載したカメラ。センサーサイズはAPS-Cサイズ。従来のFoveonセンサーより高感度耐性が向上している。また，グリップが大型化しており独特なデザインが話題になった。
- dp0 Quattro | Ultra-Wide（2015年7月発売）- 35mm判換算21mm相当、開放F値4.0の単焦点レンズを搭載、歪曲収差が少ない
- dp1 Quattro | Wide（2014年10月発売） - 35mm判換算28mm相当、開放F値2.8の単焦点レンズを搭載
- dp2 Quattro | Standard（2014年6月発売） - 35mm判換算45mm相当、開放F値2.8の単焦点レンズを搭載
- dp3 Quattro | Mid-tele （2015年3月発売）- 35mm判換算75mm相当、開放F値2.8の単焦点レンズを搭載

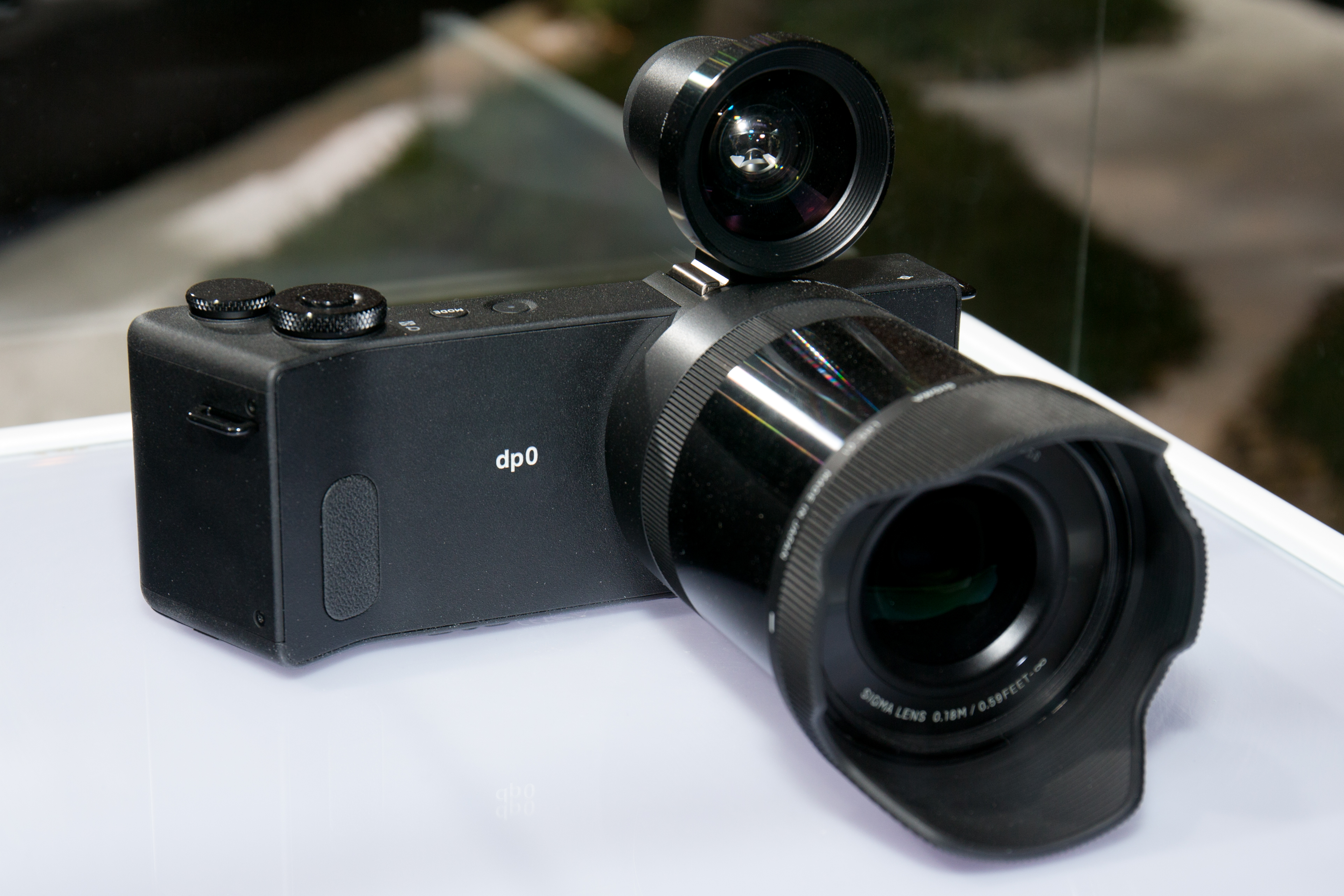
Sigma dp0 Quattro
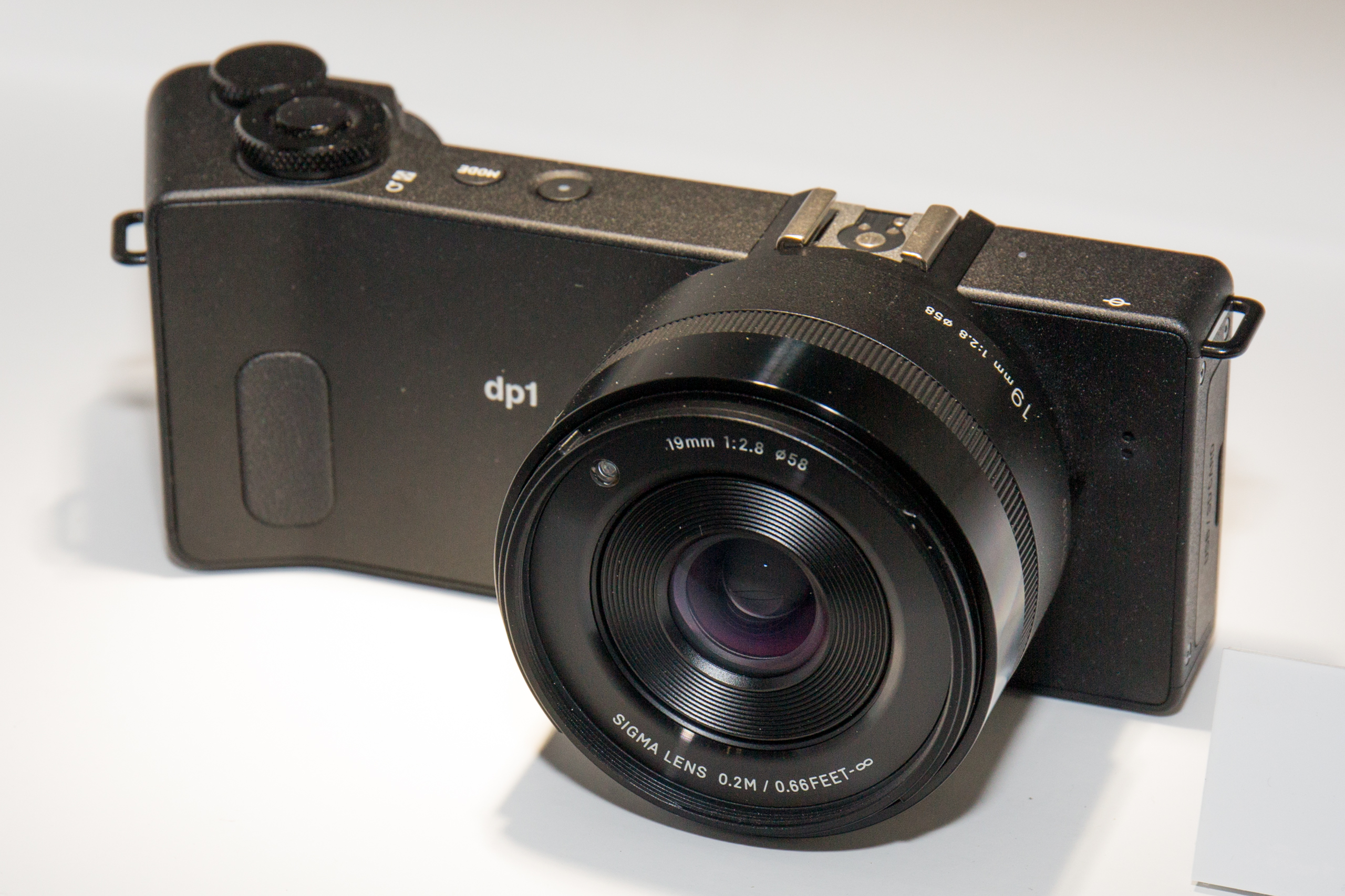
Sigma dp1 Quattro
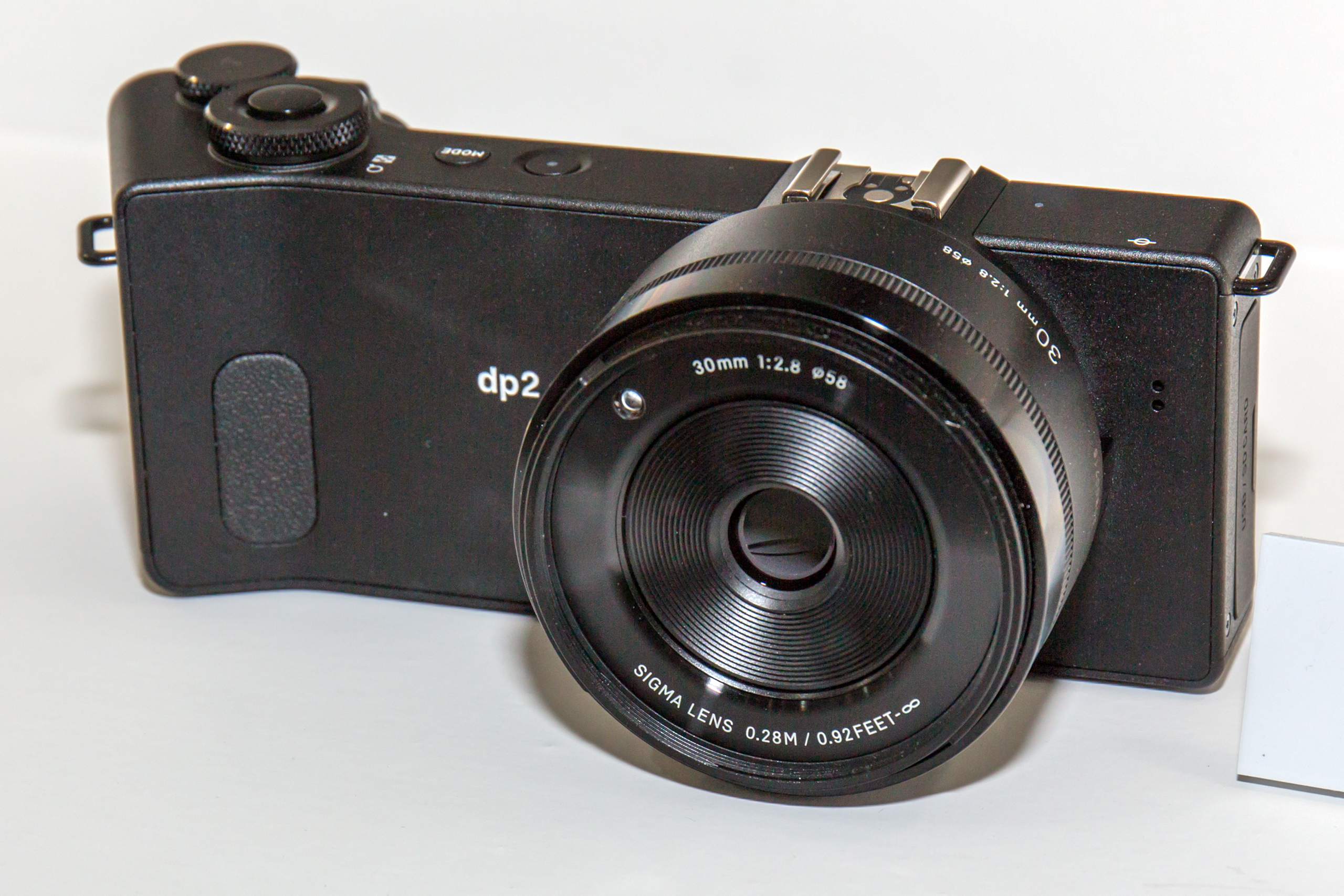
Sigma dp2 Quattro
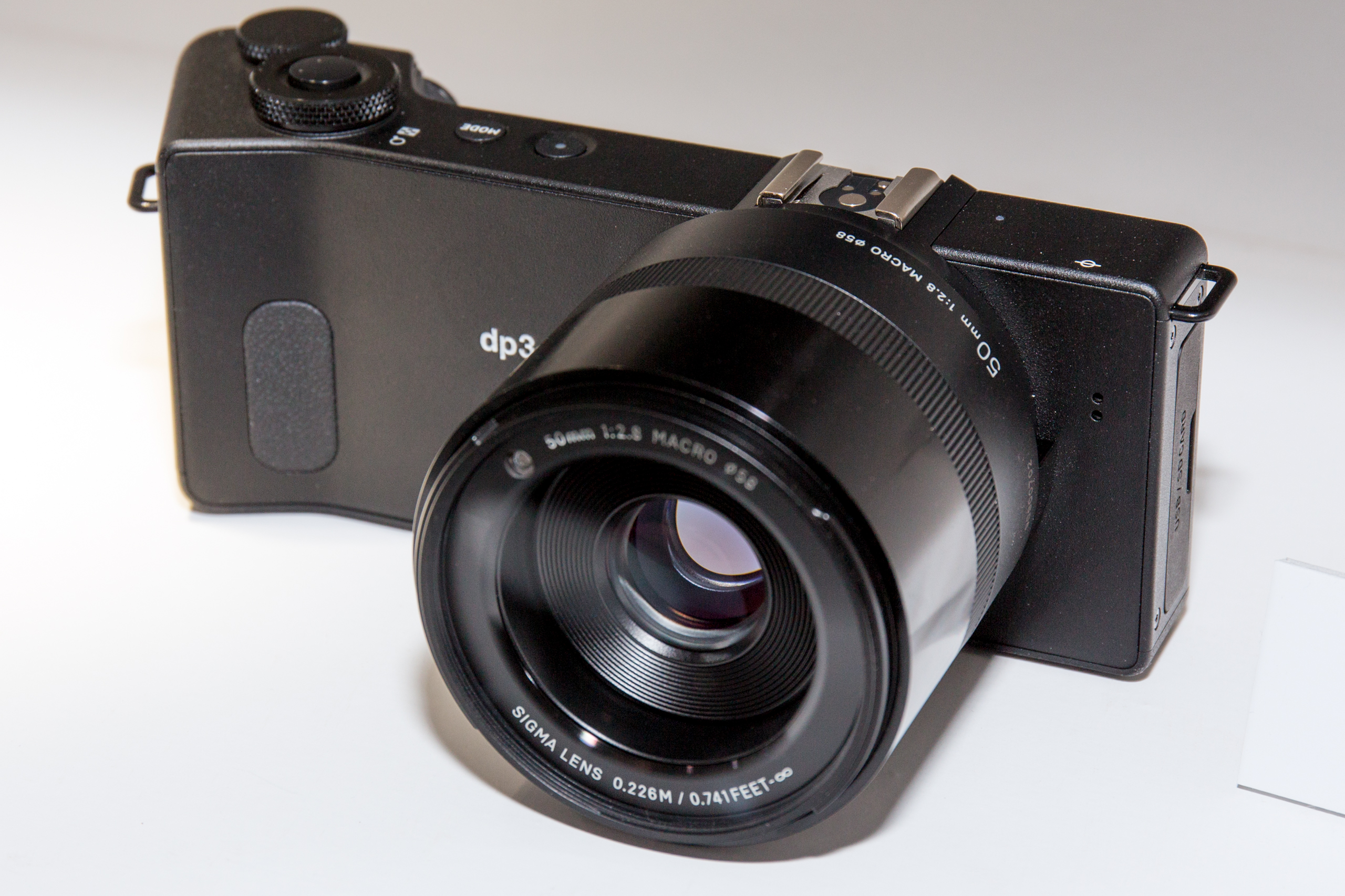
Sigma dp3 Quattro

## エレクトロニックフラッシュ製品一覧
- EF-500 DG SUPER
- EF-630 - ガイドナンバー 63（ISO 100/m, 200mm時）、FLASH USB DOCK FD-11（別売り）の使用でアップデートが可能
- EF-610 DG SUPER - STの機能に加え、TTLワイヤレスフラッシュ機能等の高度な機能を備える
- EF-610 DG ST - ガイドナンバー 61（ISO 100/m, 105mm時）のTTLオートフラッシュ
- EF-530 DG SUPER - STの機能に加え、TTLワイヤレスフラッシュ機能等の高度な機能を備える
- EF-530 DG ST - ガイドナンバー 53（ISO 100/m, 105mm時）のTTLオートフラッシュ
- EM-140 DG - ガイドナンバー 14（ISO 100/m）のTTLオートマクロフラッシュ（リングフラッシュ）